# Barroco siciliano

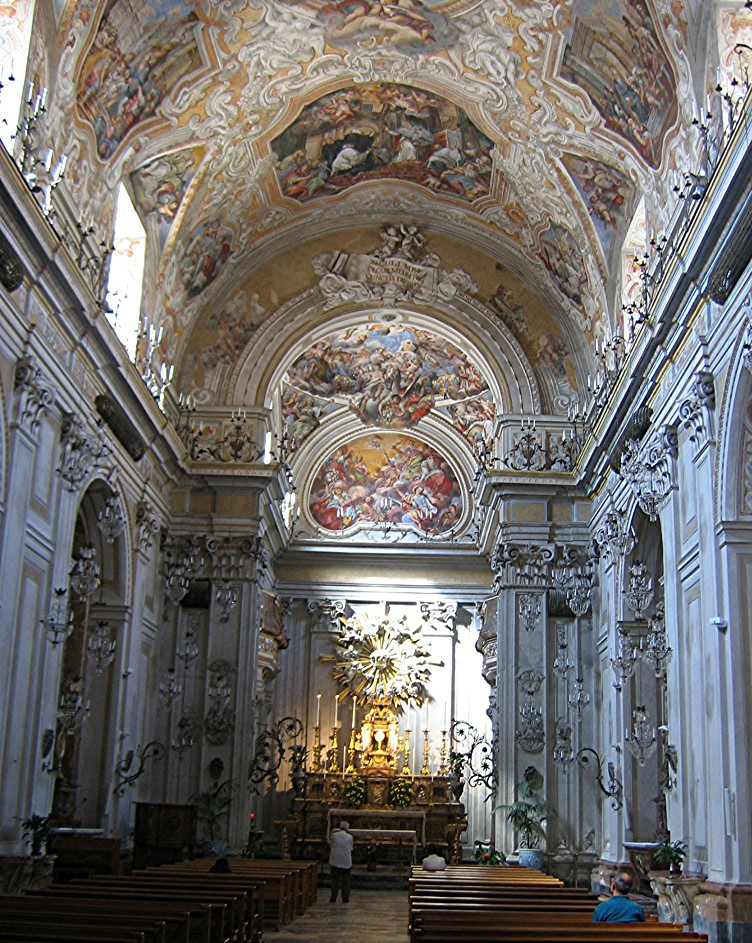
San Benedetto (Catania), con frescos de Giovanni Tuccari

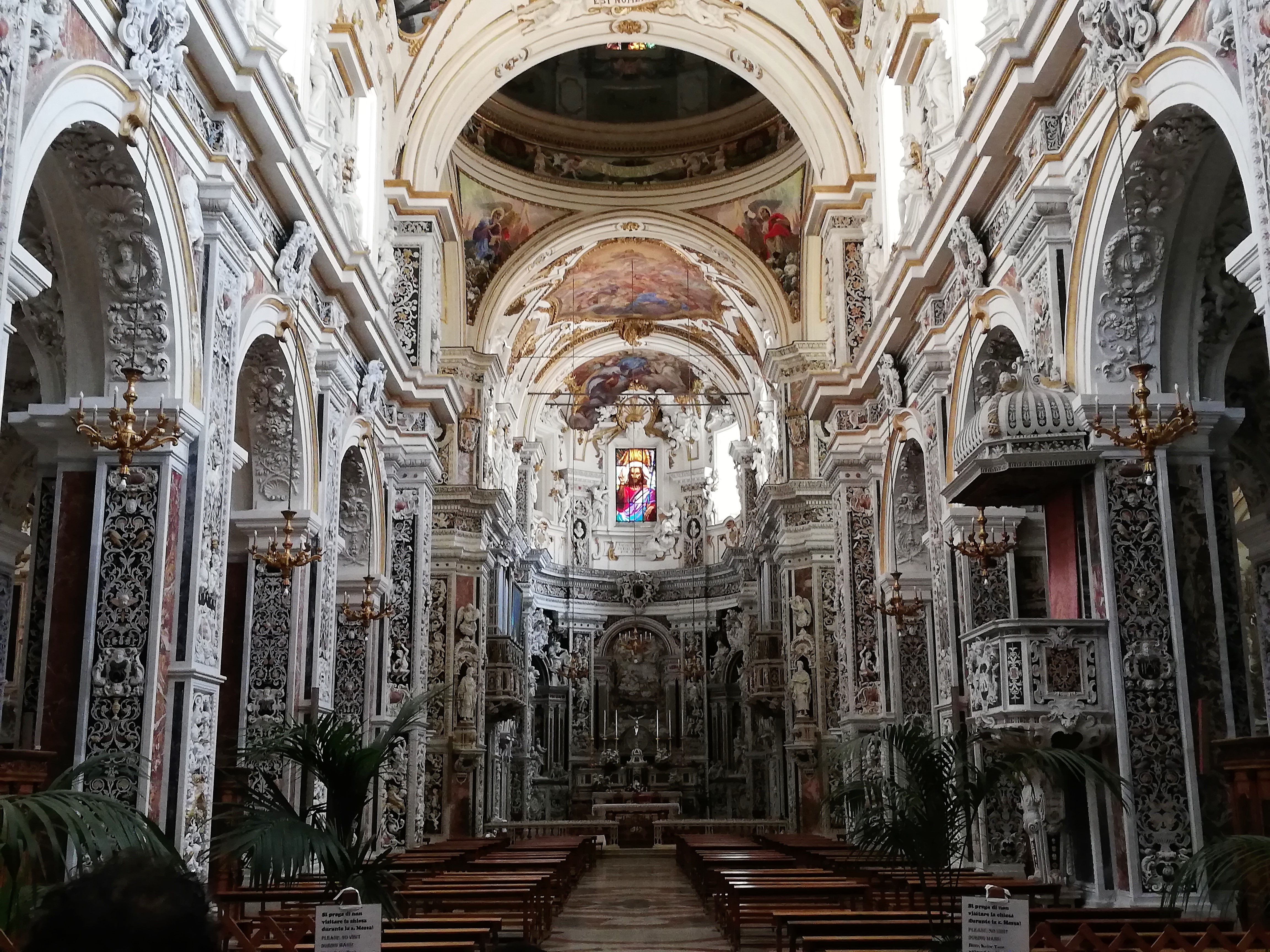
Nave de la Chiesa del Gesù (Palermo) (1590-1632)

El barroco siciliano es una variante local de la  arquitectura barroca italiana que se desarrolló en la isla de Sicilia, en la Italia meridional, durante los siglos XVII y XVIII, un estilo distintivo ampliamente descrito por el historiador del arte inglés Anthony Blunt. El estilo se reconoce no solo por sus típicas curvas y florituras barrocas, sino también por sus máscaras sonrientes y putti, con la particular extravagancia que le ha dado a Sicilia una identidad arquitectónica única. 
El estilo barroco siciliano voló durante la gran reconstrucción edilicia que siguió al terremoto de 1693. Previamente el barroco había sido usado en la isla en una forma ingenua y de alcance local, que había evolucionado a partir de la arquitectura híbrida nativa más que de los grandes arquitectos barrocos de Roma. Después del terremoto los arquitectos locales, muchos de ellos formados en Roma, tuvieron múltiples oportunidades de recrear la arquitectura barroca más sofisticada, que había ganado popularidad en la Italia continental. El trabajo de estos arquitectos locales —y el nuevo género de grabado arquitectónico que ellos iniciaron— inspiró a otros diseñadores locales para seguir el ejemplo. Alrededor de 1730, los arquitectos sicilianos habían desarrollado confianza en el uso del estilo barroco. Su particular interpretación los llevó paulatinamente a generar una forma de arte altamente localista y personalizada. De 1780 en adelante, el estilo fue gradualmente reemplazado por la nueva moda del neoclasicismo.
El estilo decorativo del barroco siciliano duró apenas cincuenta años, y reflejó perfectamente el orden social de la isla en una época en que —dominada nominalmente por la Monarquía Hispánica— fue gobernada de hecho por una aristocracia local hedonista y extravagante. La arquitectura barroca ha dado a la isla un carácter arquitectónico que permanece en el siglo XXI.
En el año 2002 la Unesco incluyó las «Ciudades del barroco tardío del Valle de Noto» como Patrimonio de la Humanidad, es decir un conjunto de ocho ciudades barrocas del sureste de Sicilia: Caltagirone, Militello in Val di Catania, Catania, Modica, Noto, Palazzolo Acreide, Ragusa y Scicli, por «proporcionar un testimonio sobresaliente del arte y la arquitectura del barroco tardío» y «representar la culminación y florecimiento final de arte barroco en Europa».

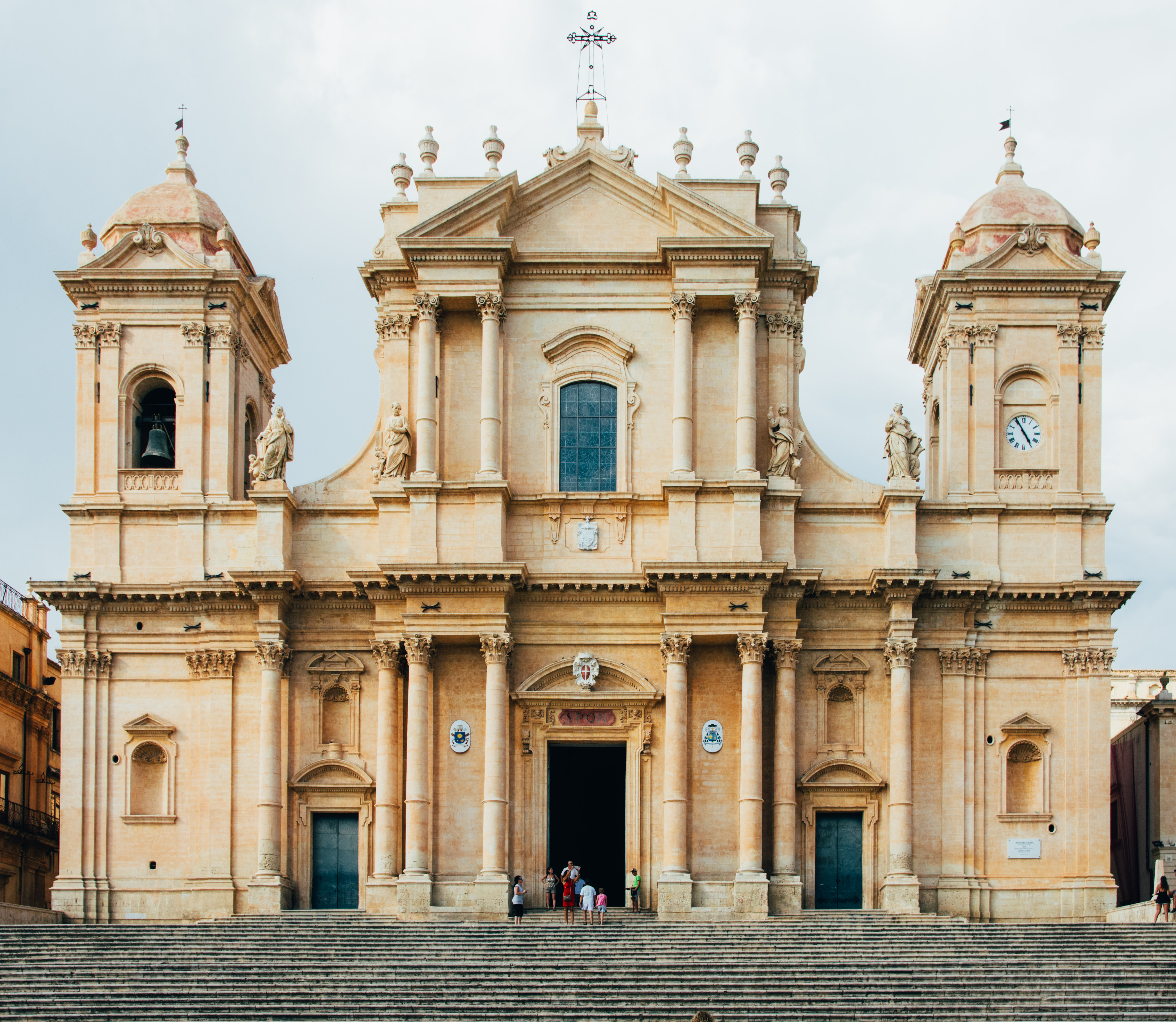
Catedral de Noto (1694-1703, 1776), obra de Rosario Gagliardi y Vincenzo Sinatra
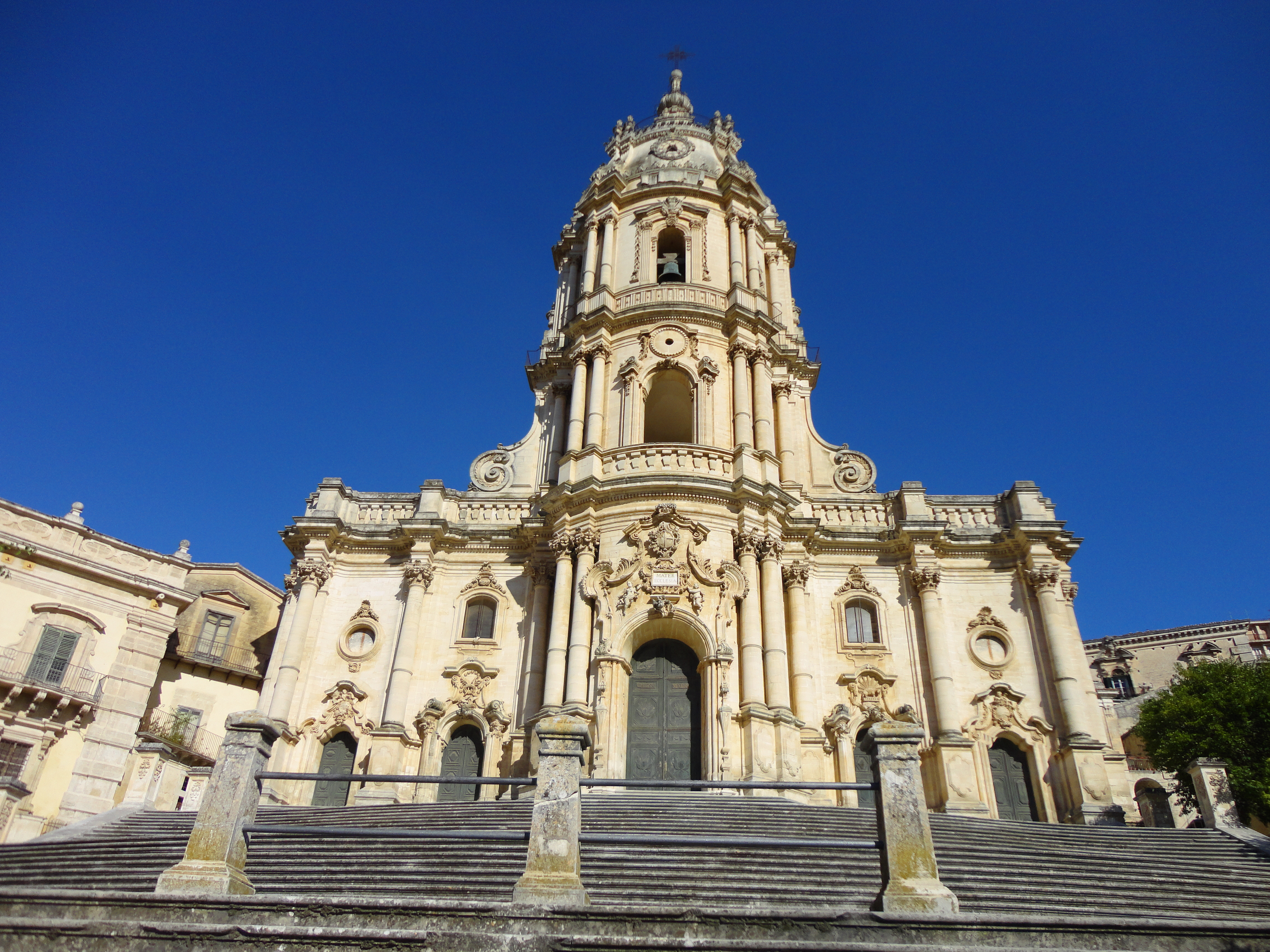
Catedral de Módica (1702-1738), obra de Rosario Gagliardi
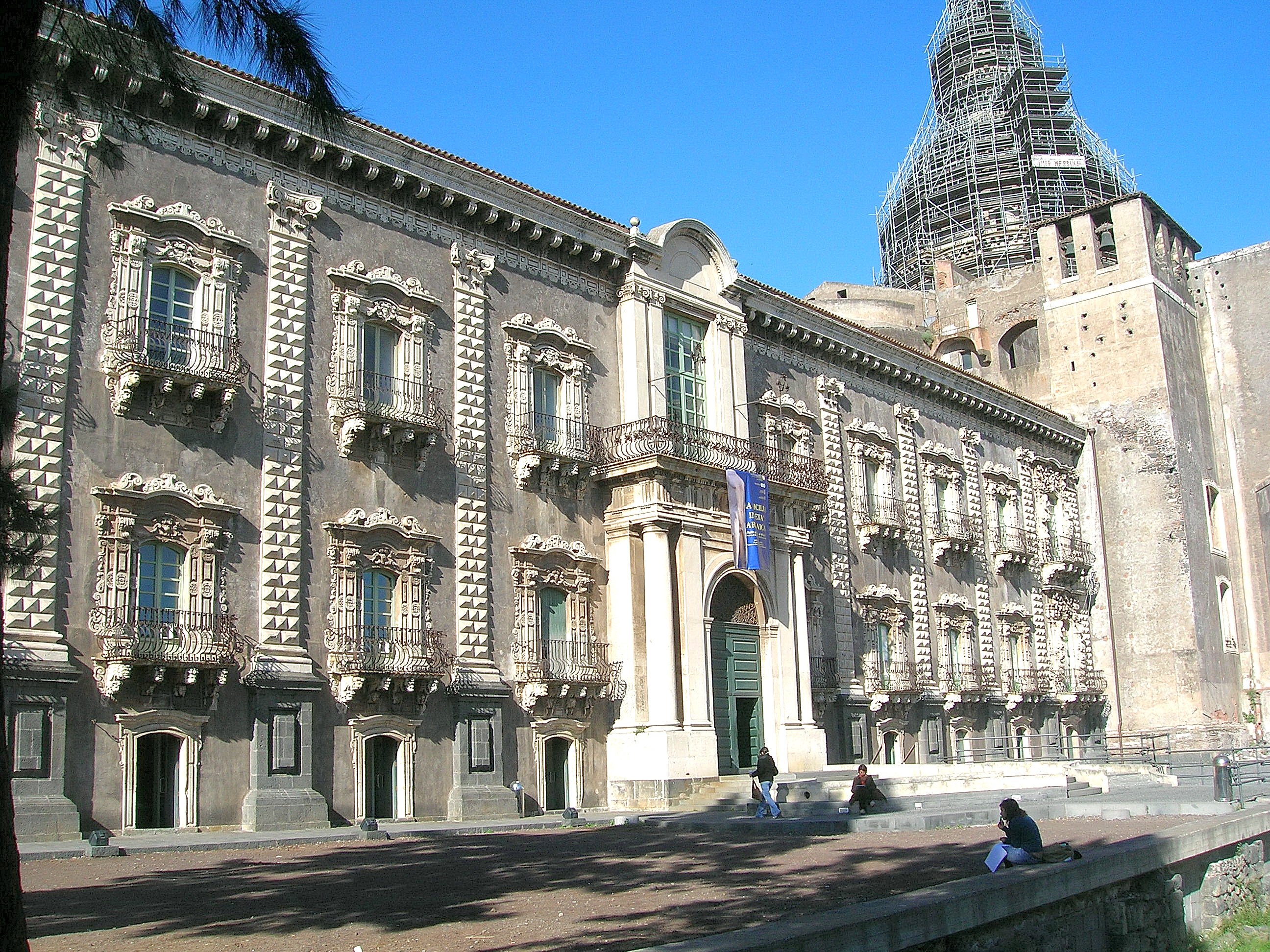
Monasterio de San Nicolà l'Arena (1702-1747), en Catania, obra de Antonino Amato, Francesco Battaglia y Giovanni Battista Vaccarini
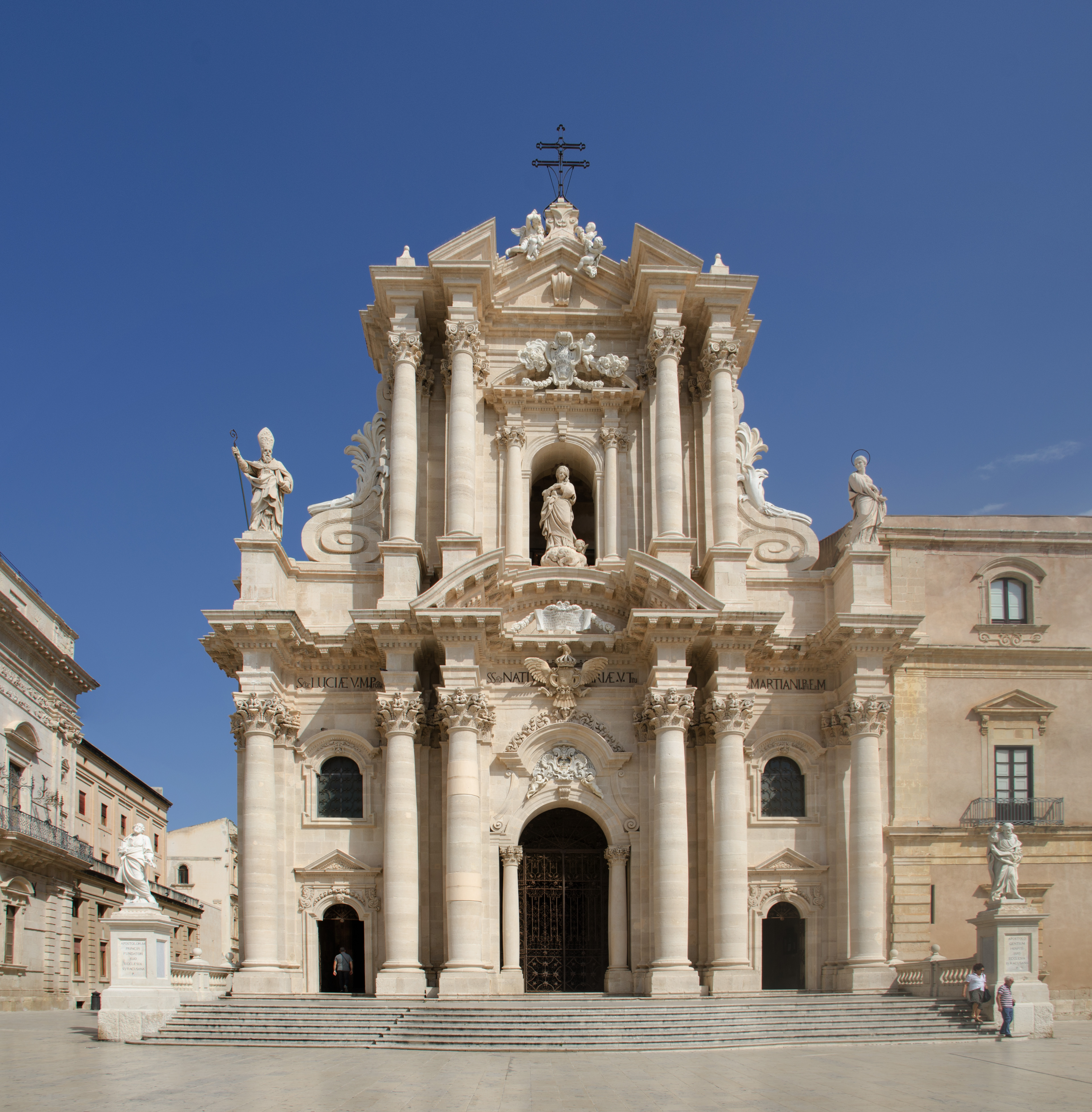
Catedral de Siracusa (1725-1753), de Andrea Palma
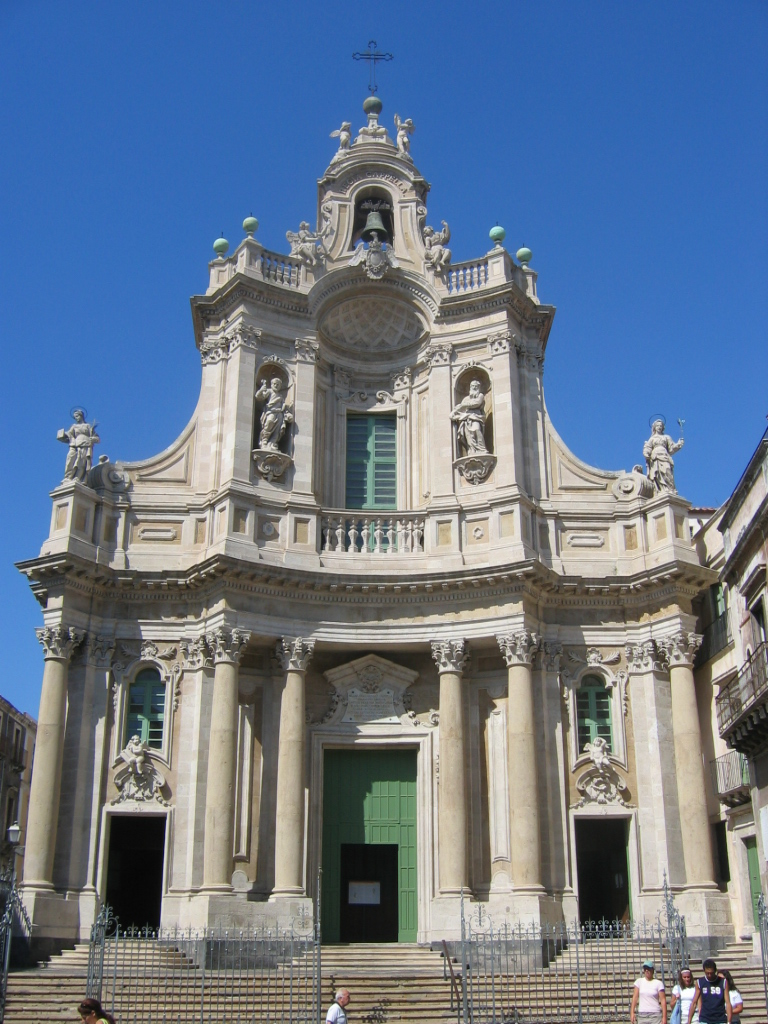
Basílica de Maria Santissima dell'Elemosina,  de Stefano Ittar, ca. 1768

## Características del barroco siciliano

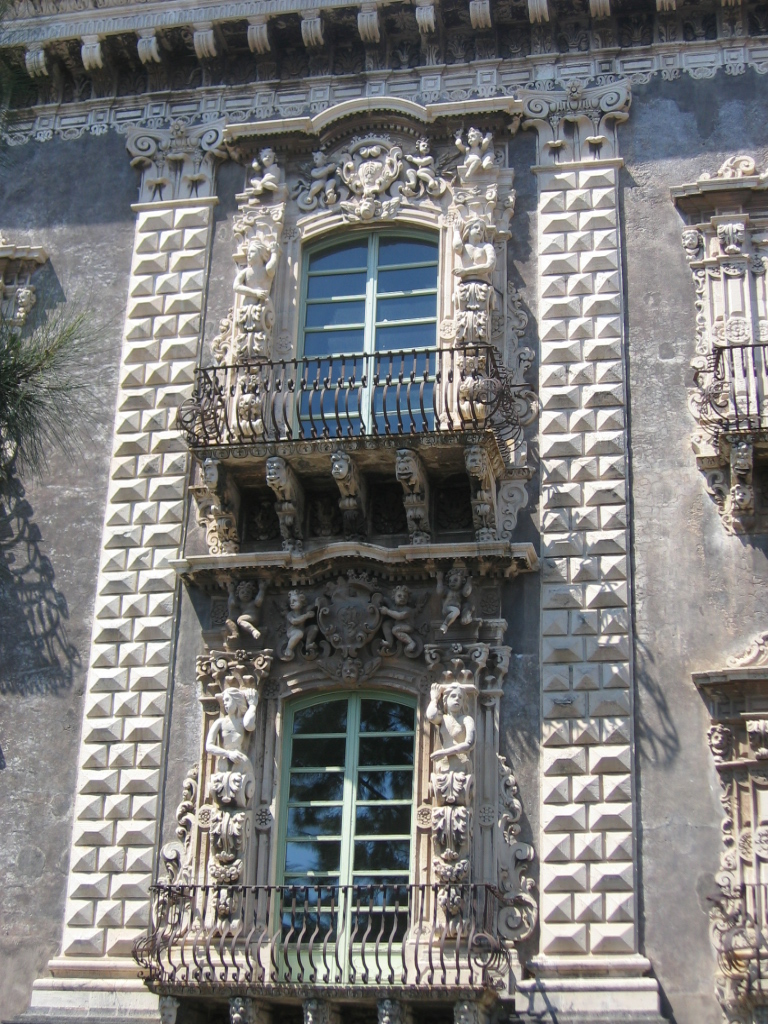
Monasterio benedictino de San Nicolò l'Arena, ejemplifica el típico barroco siciliano, con putti sosteniendo los balcones, balaustradas de hierro forjado y decoración rústica en dos tonos de piedra volcánica.

El monasterio benedictino de San Nicolò l'Arena, hoy en día sede de la Facultad de Filología de la 
Universidad de Catania, ejemplifica el típico barroco siciliano, con putti sosteniendo los balcones, hierro forjado, balaustradas, decoración rústica y mampostería en dos tonos. La arquitectura barroca es un fenómeno originado en el siglo XVII en Italia: es teatral y extravagante, y ricamente ornamentada por esculturas y un efecto conocido como claroscuro; el uso estratégico de luz y sombras sobre un edificio.
El estilo barroco en Sicilia estuvo muy enfocado en edificios construidos para iglesias y palazzi construidos como residencia privada para la aristocracia siciliana. Los primeros ejemplos de este estilo mostraban individualidad, y eran típicamente pastiches de edificios observados por visitantes sicilianos en Roma, Florencia y Nápoles. Sin embargo, aún en esta etapa temprana, los arquitectos locales comenzaban a incorporar ciertas características vernáculas de la vieja arquitectura siciliana. A mediados del siglo XVIII, cuando la arquitectura barroca de Sicilia era notoriamente diferente de la continental, incluía al menos dos o tres de las siguientes características, reunidas en un diseño libre que resulta difícil sintetizar en palabras:

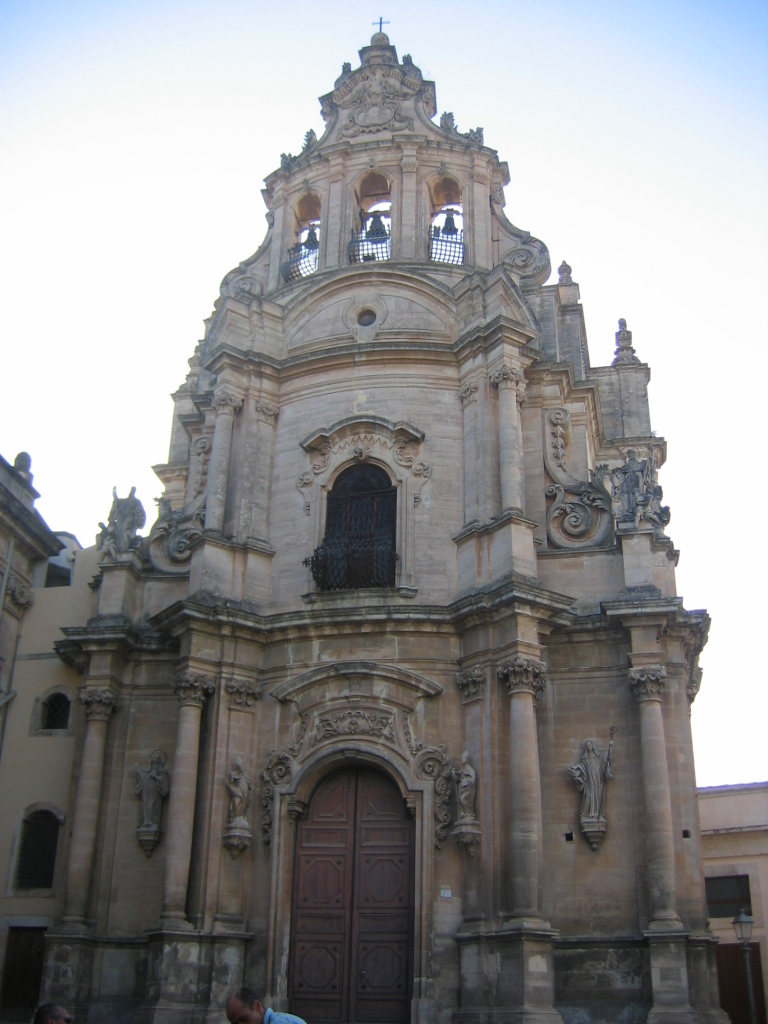
El campanario de la iglesia de San Giuseppe en Ragusa.

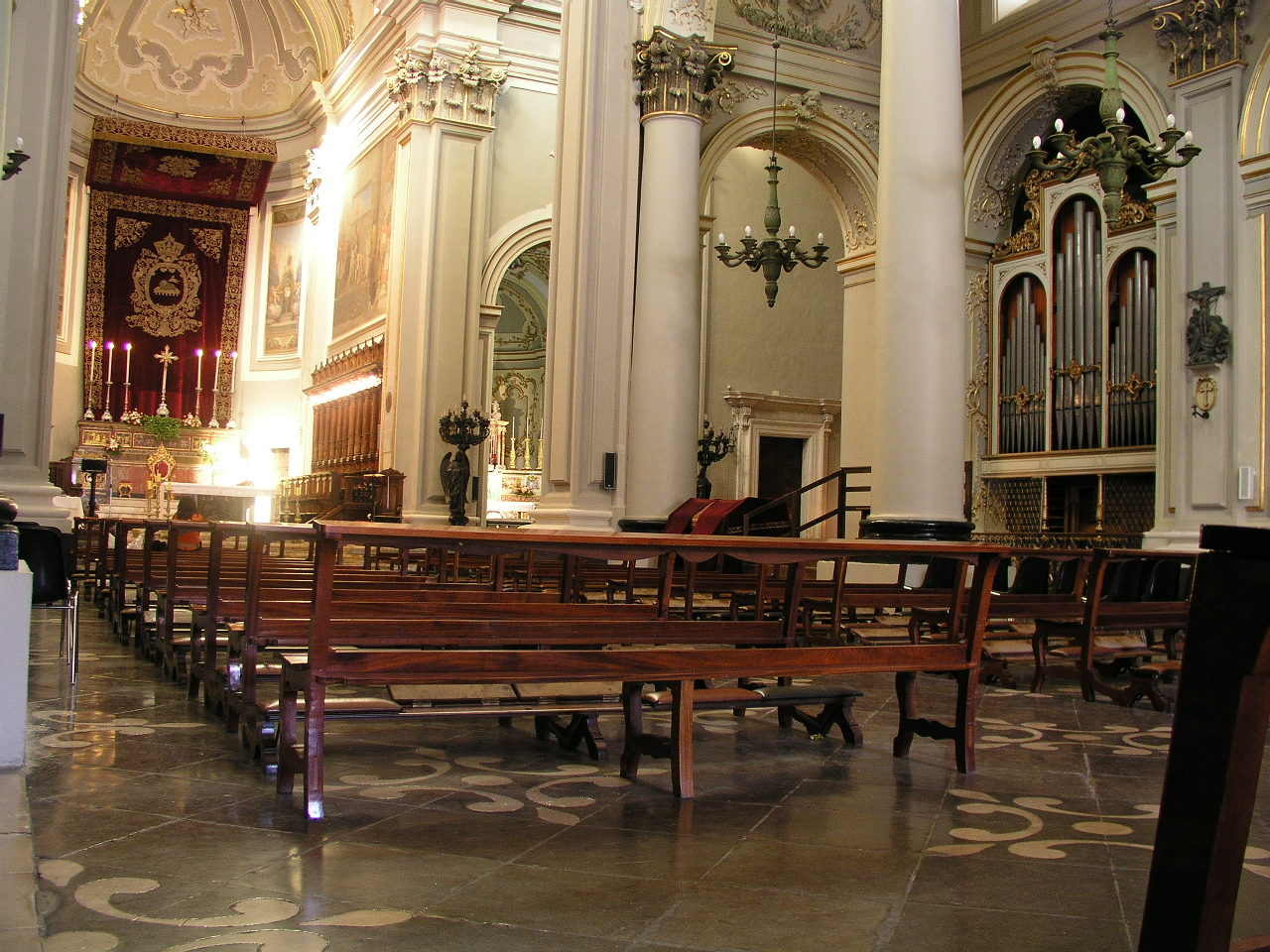
La catedral de San Giovanni Battista, Ragusa, (1694-1735), ejemplo del barroco temprano en Sicilia.

- Máscaras grotescas y putti, a menudo sustentando balcones, o decorando varias bandas del entablamento de un edificio. Estas máscaras serias o sonrientes son una reliquia de la arquitectura siciliana anterior al siglo XVII.
- Balcones, complementados casi siempre por balaustradas de hierro forjado, después de 1633 y por balaustradas planas antes de esa fecha.
- Escalinata externa. La mayoría de las villas y palazzi fueron diseñados para permitir la entrada ceremonial de carruajes a través de una arcada en la fachada principal, que daba acceso al patio interior. Una intrincada escalera doble llevaba desde el patio al piano nobile, constituyendo la entrada principal a las habitaciones de recepción en el primer piso. El vuelo simétrico de los escalones giraba hacia dentro y hacia afuera hasta cuatro veces. Debido a la topografía escarpada de algunos sitios, era necesario acercarse a las iglesias mediante varios desniveles, que generalmente se transformaban en largas escaleras rectas de mármol, objetos decorativos en sí mismos a la manera de las escaleras de la Piazza di Spagna, en Roma.
- Fachadas curvas, cóncavas o convexas. Ocasionalmente en una villa o palazzo, la escalera externa se ubicaba dentro del espacio creado por la curva.
- El campanario siciliano, que no se emplazaba sobre la iglesia en una torre como era común en Italia, sino en la misma fachada, a menudo montado sobre el frontón, mostrando claramente una o más campanas dentro de sus propias arcadas, como en la Collegiata de Catania. En una gran iglesia con muchas campanas, esto resultaba usualmente en una arcada profusamente esculpida y decorada en el punto máximo de la fachada principal. Estos campanarios son una de las características más marcadas de la arquitectura barroca siciliana.
- Interiores de iglesias con una profusión de incrustaciones de mármol de color en pisos y muros. Esta forma particular de revestimiento se desarrolló en Sicilia desde el siglo XVII.
- Columnas que a menudo son ubicadas exentas,[4] soportando arcos planos y —consecuentemente— mostrando la influencia de la antigua y mucho más bidimensional arquitectura normanda. Las columnas se encuentran muy raramente en grupos cerrados formando recorridos.
- Decoración rústica: Sebastiano Serlio decoró los bloques rústicos de cantera y a fines del siglo XVI los arquitectos sicilianos ornamentaban estos bloques grabándoles hojas, peces e incluso querubines y conchas marinas. Estas últimas se convertirían más adelante en el motivo principal de decoración del diseño barroco. Algunas veces la decoración se usó en pilastras en vez que en los muros, en oposición a lo que cabía esperar, y casi como una broma arquitectónica.
- La piedra volcánica local (lava) fue usada en la construcción a causa de su amplia disponibilidad. Recortes en gris y negro se usaron para lograr efectos decorativos contrastantes, acentuando la afición barroca por las luces y las sombras.
- Influencias europeas continentales:
  - Algunas influencias del estilo barroco español (a su vez versión más restrictiva de la arquitectura barroca italiana) se pueden encontrar en específicas localidades de Sicilia oriental, y más exactamente en las ciudades donde —debido a las reiteradas insurrecciones— la Monarquía Hispánica mantenía una presencia militar. Un ejemplo es llamada Porta Grazia de Mesina, construida en 1680, como entrada a la ciudadela de la ciudad. El estilo de esta puerta, con sus ornamentos moldeados, fue reproducido en Catania, inmediatamente después del terremoto.
  - Influencia del barroco austríaco y alemán.
  - Influencia del barroco francés y los estilos que dominaron la corte de Versalles.
  - Influencia del gusto, el arte y sobre todo la arquitectura británica; por los fuertes lazos que unían a Sicilia con Inglaterra desde hace mucho tiempo, especialmente entre la aristocracia

Debe recordarse que todas estas características nunca se dieron juntas en el mismo edificio. Otras, tal como los frontones recortados sobre las ventanas, el abundante uso de la escultura, y ventanas y puertas curvadas son emblemáticas de la arquitectura barroca, y pueden ser encontradas en toda Europa.

## Barroco siciliano temprano

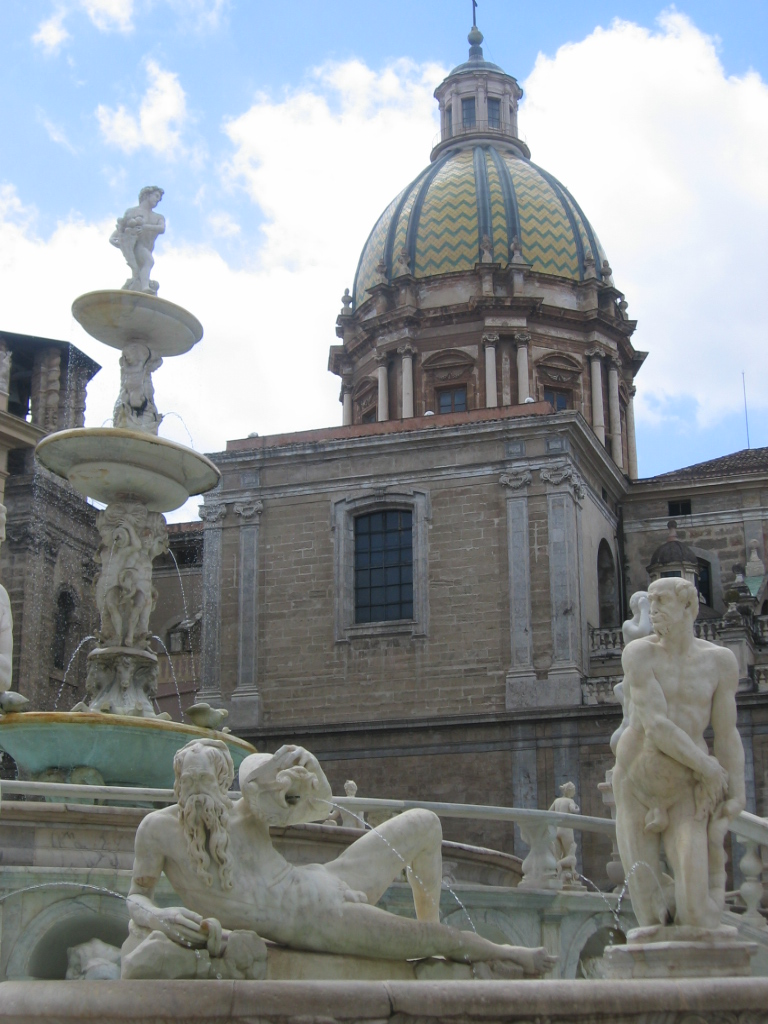
Piazza Pretoria, Palermo. La fuente de 1554, diseñada por Francesco Camiliani, es el único ejemplo de arte del alto renacimiento en la capital de la isla. Dominando esta obra se encuentra la iglesia de Santa Catalina (1556), con su espectacular cúpula del barroco tardío.

La volcánica Sicilia, en el Mediterráneo central, costas afuera de la península itálica, fue un floreciente centro de la Magna Grecia y un importante territorio romano y bizantino, hasta ser conquistada por el islam que fundó allí un emirato, el cual se convirtió en un próspero reino cristiano bajo la dinastía normanda y luego la de los Hohenstaufen, la Casa de Anjou y la Corona de Aragón, pasando posteriormente a ser gobernada por la Monarquía Hispánica, los Habsburgo de Austria y los Borbones de Nápoles, para ser finalmente absorbida dentro del Reino de Italia en 1860. De esta forma, los sicilianos estuvieron expuestos a una rica secuencia de culturas dispares, lo que se refleja en la extraordinaria diversidad arquitectónica de la isla.
Alrededor de 1530 comenzó a desarrollarse una forma de arquitectura decorativa propia de Sicilia. Inspirada en las ruinas de la arquitectura griega antigua y en las catedrales normandas de la isla, incorporó frecuentemente motivos arquitectónicos como la clave griega en diseños normandos tardíos con elementos góticos como el arco ojival y la apertura de amplias ventanas.
La arquitectura normanda en Sicilia había incorporado algunos elementos bizantinos raramente utilizados en otros lugares y, como el resto de la arquitectura románica, tendió a incorporar progresivamente características góticas.
Esta temprana arquitectura decorada difiere de la construida en Europa continental por no estar relacionada con la arquitectura renacentista; fue desarrollada, en cambio, a partir del estilo normando. La arquitectura renacentista se dio muy poco en Sicilia; en Palermo, la capital, el único testimonio del Alto Renacimiento es una fuente, traída de Florencia cuando ya tenía veinte años de construida.
Cualquiera fuera la razón de la indiferencia siciliana por el estilo renacentista, ciertamente no se debió a ignorancia. Antonello Gagini estaba a medio camino de construir la iglesia de Santa Maria di Porto Salvo (1536) en estilo renacentista cuando falleció; fue sucedido por el arquitecto Antonio Scaglione, que completó el edificio en estilo normando. La influencia normanda en la arquitectura parece haber existido a lo sumo hasta el terremoto de 1693. Incluso el manierismo dejó a la isla de lado. Sólo en la arquitectura de Mesina podría encontrarse una influencia renacentista, en parte por razones geográficas, ya que, como puerta insular desde Italia, recibía en forma inmediata los estilos de moda en el continente. Los señores aristocráticos de la ciudad llamaban frecuentemente a arquitectos de Florencia o de Roma, como el florentino Giovanni Angelo Montorsoli, que introdujo los estilos de Toscana en arquitectura y escultura a mediados del siglo XVI. Sin embargo estas influencias permanecieron confinadas a Mesina y la región circundante, pero no a toda la isla.
Esto no significa que Sicilia haya estado totalmente aislada de las tendencias del resto de Europa. La arquitectura en las principales ciudades estuvo fuertemente influenciada por la familia del escultor Domenico Gagini, quien llegó desde Florencia en 1463. Esta familia de escultores y pintores decoró iglesias y edificios con ornamentación y escultura figurativa. Menos de un siglo después que su familia empezara a decorar las iglesias sicilianas, Antonio Gagini completó el proscenio de la "Capella della Madonna" en el Santuario dell'Annunciata, en Trapani. Este arco de acceso al santuario tiene pilastras no ranuradas, pero fuertemente decoradas con relieves representando a los santos, y —más importante en términos arquitectónicos— el frontón está decorado con santos reclinados que sostienen motivos festivos articulados con el escudo central que corona la composición. Este frontón ornamentado, aunque todavía no recortado, fue uno de los primeros signos de que Sicilia estaba generando su propio estilo de arquitectura decorativa. De estilo similar es la Chiesa del Gesù (Ilustración 14), construida entre 1564 y 1633, que adelanta también caracteres del barroco siciliano.

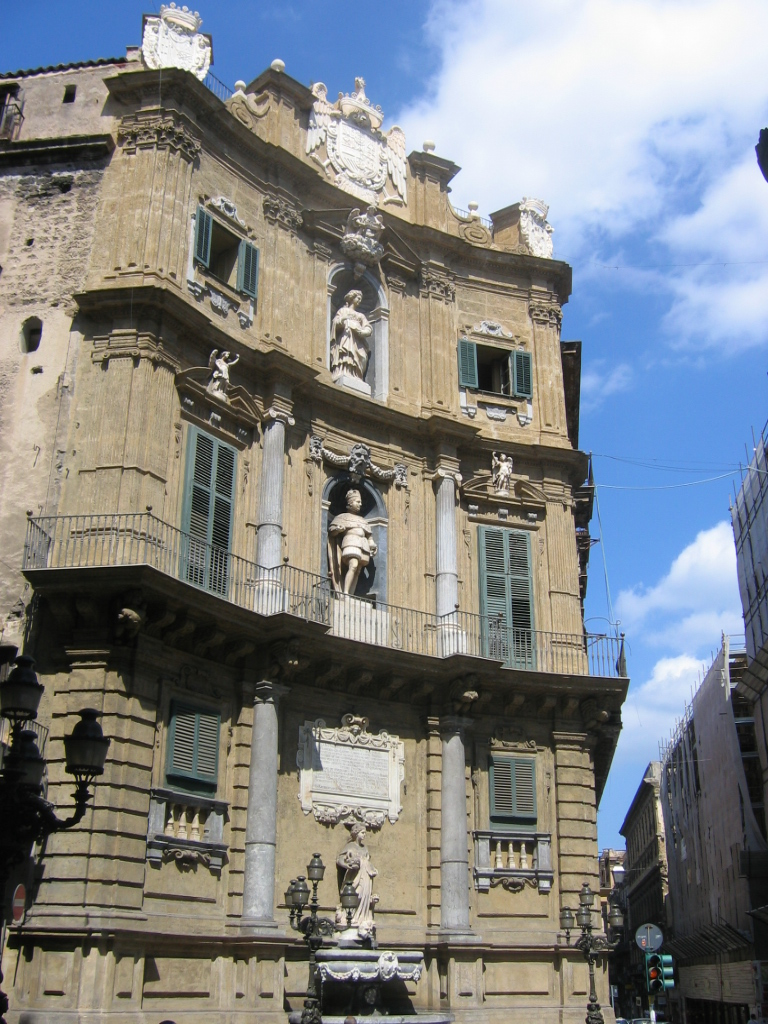
Barroco siciliano temprano: Quattro Canti, Palermo, (alrededor de 1610).

De esta manera, en Sicilia evolucionó un modo particular de arquitectura barroca, mucho antes del terremoto de 1693. Mientras que la mayoría de los edificios que pueden ser claramente clasificados como barrocos datan de alrededor de 1650. La escasez de estos ejemplos aislados en la arquitectura siciliana del siglo XVII hace difícil evaluar claramente la arquitectura inmediatamente anterior a tal desastre natural. El terremoto destruyó no sólo la mayoría de los edificios, sino también la mayoría de la documentación que existía sobre ellos. Todavía más información se perdería durante los siguientes terremotos y en los severos bombardeos durante la Segunda Guerra Mundial.
El primer ejemplo conocido de arquitectura barroca en la isla es una "piazza" octogonal, conocida como "Quattro Canti", diseñada por Giulio Lasso alrededor de 1610 en el cruce de las dos principales calles de Palermo. Rodeando la intersección, cuatro edificios con mampostería de cantera idéntica, resaltan su estilo barroco mediante fachadas curvas, realzados además por cuatro fuentes a la manera de las "Quattro Fontane" del papa Sixto V en Roma. Superando el modelo, los temas barrocos continúan en Palermo con estatuas descriptivas de las cuatro estaciones, que adornan las fachadas de los cuatro edificios dentro de sus nichos, más los cuatro reyes españoles de Sicilia, y las cuatro patronas de Palermo: Santa Cristina, Santa Ninfa, Santa Olivia y Santa Ágata.
Mientras que cada fachada de "Quattro Canti" es placentera a la vista, en conjunto están fuera de proporción en relación con el pequeño tamaño de la plaza, y —como muchos otros ejemplos del barroco temprano en Sicilia— la obra no está exenta de un carácter provinciano y naif, comparada con desarrollos posteriores. A pesar de esto, es evidente y meritorio el hecho de que ya durante el siglo XVII el estilo barroco en manos de los arquitectos y escultores locales se había desviado de la moda preponderante en la Italia continental. Estas variaciones locales de la corriente principal del Barroco no fueron privativas de Sicilia, sino que ocurrieron en sitios tan alejados como Baviera y Rusia, donde el barroco Naryshkin fue tan excéntrico como su primo siciliano.

## Barroco siciliano desde 1693

### Terremoto y nobleza

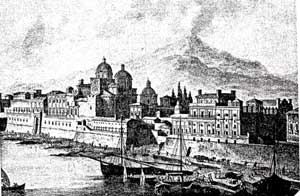
Catania y el Palazzo Biscari, comenzado en 1702. Catania reemplazó a Mesina como segunda ciudad siciliana después de la revuelta de 1686.

El gran terremoto siciliano de 1693 dañó severamente a 54 ciudades y 300 pueblos. El epicentro del sismo se ubicó en el valle de Noto, donde la ciudad homónima fue totalmente destruida, y otras ciudades, como Catania, resultaron muy dañadas. Se estima que en total murieron 100.000 personas. Otras ciudades que sufrieron graves daños fueron Ragusa, Modica, Scicli e Ispica. La reconstrucción comenzó en forma casi inmediata.
La suntuosa arquitectura que surgió de este desastre se relaciona con la política de Sicilia en aquella época: la isla se encontraba oficialmente bajo dominación española, pero en la práctica el dominio lo ejercía la aristocracia nativa. Estaba liderada por Giuseppe Lanza, Duque de Camastra, al que los españoles habían designado virrey para congraciarse con la aristocracia local, que era numerosa. Se estima que existían más aristócratas por metro cuadrado que en cualquier otro país: en el siglo XVIII, un comentarista de la época sostuvo que había 228 familias nobles, proveyendo a Sicilia de una clase dirigente constituida por 58 príncipes, 27 duques, 37 marqueses, 26 condes, un vizconde y 79 barones. El Libro de oro de la nobleza siciliana (publicado por última vez en 1926) lista a muchos más. Además estaban los herederos de estas familias, con sus títulos nobiliarios de cortesía, o baronazgos.
No fue la arquitectura el único legado de los normandos. Las leyes sobre el campesinado (no existía una clase media establecida) se encontraban regidas por un sistema feudal, inamovible desde su introducción con la conquista normanda en 1071. De esta forma, la aristocracia siciliana poseía no sólo riqueza sino también poder ilimitado, situación que ya había menguado para entonces en otros sitios de Europa.
La aristocracia compartía su poder únicamente con la Iglesia católica. La Iglesia dominaba por miedo a la condena eterna en la otra vida y a la Inquisición en la presente, y en consecuencia tanto las clases altas como bajas eran tan generosas como podían en todas las grandes festividades religiosas. Muchos priores y obispos eran miembros de la aristocracia. La riqueza de la Iglesia en Sicilia se incrementó por la tradición de presionar a los hijos menores de las familias aristocráticas a ingresar en conventos, en función de preservar las tierras familiares de sucesivas divisiones. Para facilitar el ingreso, era usual pagar una abultada dote, en forma de propiedades, joyas o dinero. Así la riqueza de ciertas órdenes religiosas creció desproporcionadamente en relación con la de cualquier otro sector social de la época. Ésta fue una de las razones por las que tantas iglesias y monasterios del barroco siciliano, como San Martino delle Scale, fueron reconstruidas después de 1693 en forma suntuosa.
Una vez que comenzó la reconstrucción, los pobres rehicieron sus hogares de la misma primitiva manera que antes. En contraste, los residentes ricos, tanto seglares como religiosos, cayeron en una manía orgiástica de edificación. La mayoría de los miembros de la nobleza tenían varias residencias en Sicilia. Por algún motivo el virrey español pasaba seis meses del año en Palermo, y el resto en Catania, manteniendo una corte en cada lugar, y obligando a los miembros de la aristocracia a tener un palazzo en cada ciudad. Una vez que los palazzi en la devastada Catania fueron reconstruidos a la nueva moda, los de Palermo parecían anticuados en comparación, así que debieron también ser reconstruidos. Siguiendo este criterio, a mediados del siglo XVIII, se construyeron villas para el retiro otoñal en el lugar de moda que era Bagheria, como un símbolo de estatus. Este patrón de conducta de repitió, en menor escala, a lo largo de las restantes ciudades de Sicilia, que ofrecían entretenimiento social y una magnética atracción para los aristócratas del interior, aislados en sus propiedades rurales.
El medio rural tampoco escapó a la manía de la construcción. Alas barrocas y nuevas fachadas se adosaron a viejos castillos o villas de campo, incluso reconstruyendo algunas por completo. Así, la histeria colectiva materializada en la creciente fantasía arquitectónica barroca demandada por tantos patrones hedonistas, alcanzó su cenit a mediados del siglo XVIII.

### Nuevas ciudades

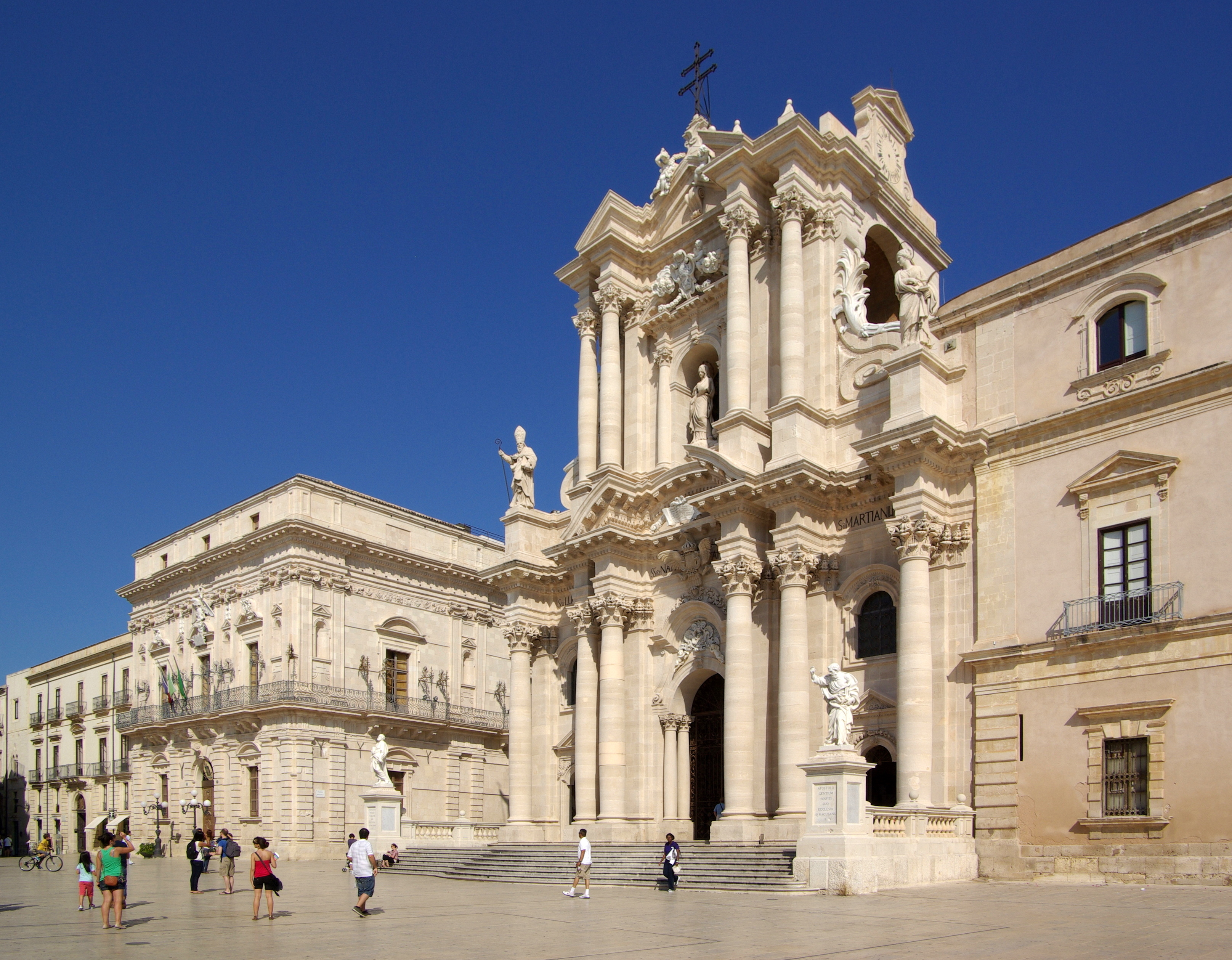
Piazza del Duomo, Siracusa. Catedral proyectada por Andrea Palma, flanqueada por palazzi barrocos.

Inmediatamente después del sismo se puso en acción un plan de reconstrucción, no sin tomar previamente algunas decisiones que diferenciarían en forma permanente a muchas ciudades sicilianas de otros desarrollos urbanos europeos. El virrey (Duque de Camastra), consciente de las nuevas tendencias en planeamiento urbano, decretó que la reconstrucción debería prever plazas y anchas avenidas, sobre una trama urbana racionalizada, en lugar de continuar utilizando el sistema medieval de retorcidas y estrechas callejuelas. Toda la distribución urbana tomó formas cuadradas o hexagonales, típicas del planeamiento urbano barroco.
Este concepto todavía era novedoso en la década de 1690, y no abundaban los casos de reconstrucciones urbanas en Europa. El prototipo puede bien haber sido la nueva ciudad de Terra del Sole, construida en 1564. Otra de las primeras ciudades en ser diseñada usando orden y simetría en lugar de una evolución espontánea de pequeñas calles y callejones fue Alessandria, al sur del Piamonte. Poco después, en 1711, esta forma barroca de planificar tuvo su impulso en las colonias de Latinoamérica, especialmente a través de los portugueses en Brasil.
En otras partes de Europa, los intereses y opiniones locales tendieron también a permitir una urbanización radical después de algún desastre natural. En 1666, la ciudad de Londres fue casi completamente destruida por un incendio. La ciudad vieja fue reconstruida sobre su diseño original, pero los ensanches hacia el oeste tuvieron parcialmente como base una grilla en damero. La opinión pública en Sicilia no contaba, por lo que estos conceptos revolucionarios de planificación urbana pudieron ser ejecutados libremente.
La adopción de estos criterios no se tomó en la isla solo por moda o apariencia, sino porque el sistema podía minimizar los daños a las propiedades y vidas ante la eventualidad de nuevos terremotos. En 1693, la construcción hacinada y las calles angostas causaron que muchos edificios colapsaran juntos, como un dominó. Justamente en las áreas de edificación más densa vivían los pobres. Desde el punto de vista estético y arquitectónico, la gran ventaja del nuevo orden urbano fue que a diferencia de muchas ciudades italianas, donde a menudo se encuentra una monumental iglesia renacentista rodeada de un vecindario incongruente, el diseño barroco permite apreciar la arquitectura en un contexto más ordenado, y adecuado a sus proporciones y perspectivas.
Esta ventaja es muy notable en la gran reconstrucción de ciudades como Caltagirone, Militello in Val di Catania, Modica, Noto, Palazzolo Acreide, Ragusa o Scicli.
Uno de los más bellos ejemplos de esta planificación puede verse en Noto, ciudad reconstruida aproximadamente a 10 kilómetros de su emplazamiento original sobre el Monte Alveria. Las viejas ruinas, conocidas actualmente como "Noto Antica", pueden verse todavía en el estado en que quedaron luego del sismo. El nuevo sitio fue elegido por su topografía menos accidentada, a fin de facilitar el trazado de la trama urbana. Las principales calles corren de este a oeste, beneficiándose con mejor luz y radiación solar. Este ejemplo de planificación urbana se atribuye a un culto aristócrata local, Giovanni Battista Landolina, ayudado por tres arquitectos del lugar.

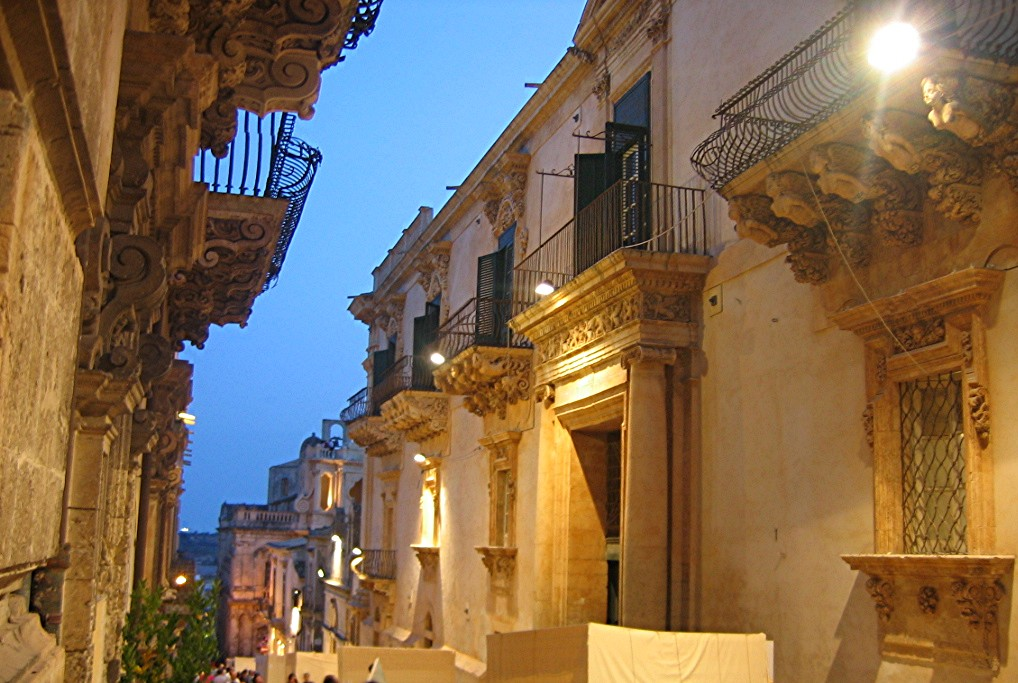
Vía Nicolasi, Noto.

En estas nuevas ciudades, la aristocracia ocupó los sitios más altos, donde el aire era más fresco y las visuales mejores. La iglesia se ubicaba en el centro de la ciudad, para conveniencia de todos y para reflejar la posición social central de la religión. Alrededor de la catedral y el palacio episcopal se construyeron los conventos. Los mercaderes y comerciantes eligieron sus terrenos sobre las anchas calles que conducían a las plazas. Finalmente, se permitió a los pobres edificar sus sencillas casas de mampostería de ladrillo en las zonas que nadie más quería. Abogados, médicos, y miembros de las escasas profesiones incluyendo a los artesanos —es decir, todos aquellos que podían clasificarse en un punto medio entre la clase alta y la plebe— capaces de hacerse de su propio terreno, se instalaron por lo general en la periferia de las áreas comerciales o residenciales de la clase alta, pero también era común que vivieran en casas algo mejores en las áreas pobres. Sin embargo, muchos de los hábiles artistas que trabajaban en la reconstrucción vivían en sectores específicos de las amplias residencias de sus patrones. En este aspecto, la planificación urbana barroca reflejó el esquema vigente de autoridad política, y luego su estilo y filosofía se difundieron hasta lugares tan lejanos como Annapolis, en el estado de Maryland, y Savannah en Georgia, en la América colonial inglesa, o quizá más notablemente en el rediseño de París emprendido por Haussmann en el siglo XIX. El escenario estaba listo para la explosiva difusión de la arquitectura barroca, que predominó en Sicilia hasta principios del siglo XIX.
Luego muchas otras ciudades sicilianas que sufrieron daños menores o no resultaron afectadas por el sismo, como Palermo, fueron igualmente transformadas por el estilo barroco, superando la moda y la búsqueda de opulencia a la mera necesidad de reconstrucción.

### Nuevas iglesias y palazzi

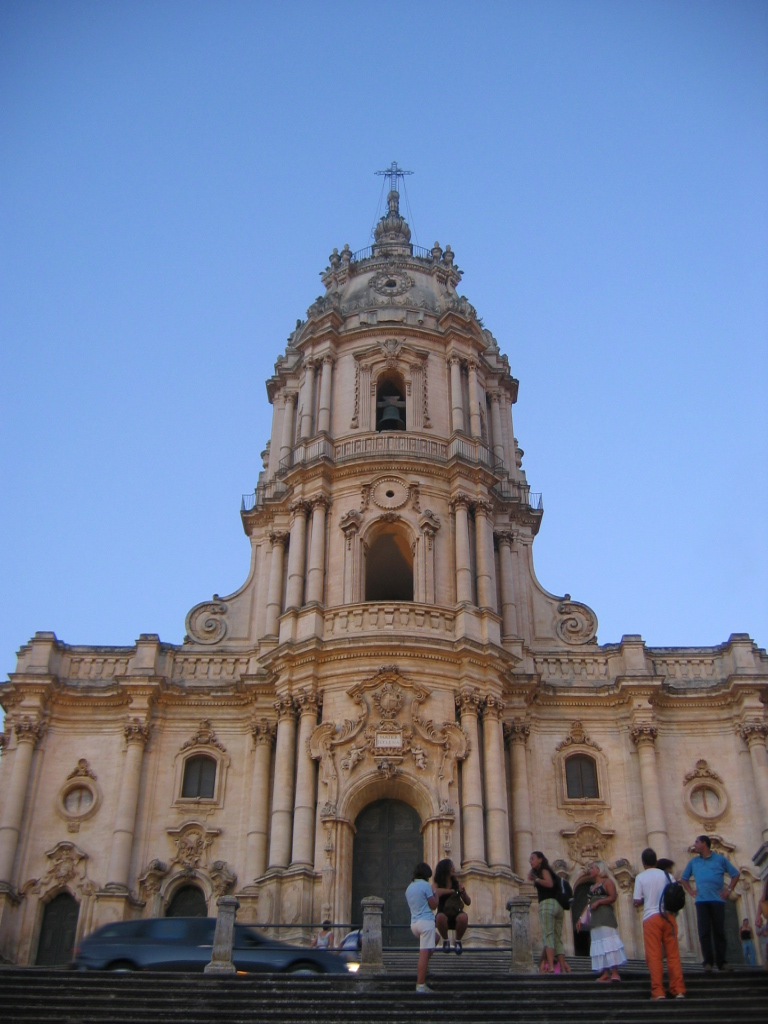
La catedral de San Jorge, Modica.

Sobre las formas propias del barroco siciliano posteriores a 1693 se ha dicho:

Los edificios concebidos en el inicio de este desastre expresaban una libertad emotiva en la decoración, cuya incongruente alegría pretendía quizás, mitigar el horror».
Mary Miers

Aunque ésta es una acertada descripción de un estilo que parece representar en piedra la "alegría de vivir", es poco probable que sea la razón de la elección estética. Como en todos los estilos arquitectónicos, existe una conexión directa con las modas del momento. El Palacio de Versalles había sido terminado en estilo barroco en 1688, y el nuevo palacio de Luis XIV fue inmediatamente plagiado a lo largo de Europa por cualquier soberano o arístocrata con ansias de riqueza, buen gusto, o poder. Entonces ésta fue la obvia elección de los "ricos sin hogar" de Sicilia, de los que había cientos. Los excesos del estilo barroco aplicado en los palazzi y villas rurales sicilianas, sin embargo, dejarían muy pronto a Versalles como un modelo de simplicidad.
Cuando amanecía el siglo XVIII, los arquitectos sicilianos fueron empleados para crear los nuevos palazzi e iglesias. Tales arquitectos, a menudo locales, fueron capaces de diseñar en un estilo más sofisticado que los del siglo XVII. Muchos se formaron en la Italia continental, y volvieron con una mejor comprensión del idioma barroco. Su obra inspiró a otros diseñadores que no se habían movido de la isla. Además fueron ayudados por los libros de grabados de Domenico de Rossi, quien por primera vez reemplazó descripciones literarias por dibujos, dando las medidas y proporciones precisas de las principales fachadas renacentistas y barrocas de Roma. De esta forma, el Renacimiento terminó por entrar en Sicilia indirectamente.
En esta etapa de desarrollo, el barroco siciliano no mostraba la libertad estilística que finalmente alcanzó. Giovanni Battista Vaccarini fue el principal arquitecto en este período. Había llegado a la isla en 1730 trayendo una fusión de las ideas de Bernini y Borromini, e introdujo un movimiento unificado y un juego de curvas, que hubieran sido inaceptables en la propia Roma. Sin embargo, sus trabajos son considerados de menor calidad que los que luego vendrían. Obras notables de esta época son las alas del Palazzo Biscari y la Iglesia de la Abadía de Santa Ágata, ambas en Catania. En estos edificios Vaccarini copió muy claramente los capiteles que mostró Guarino Guarini en su Architettura Civile. Es esta frecuente copia de diseños establecidos lo que produjo que la arquitectura del período, aunque opulenta, fuera disciplinada y controlada. El estilo de Vaccarini dominaría Catania durante las siguientes décadas.
Otro obstáculo para que los arquitectos sicilianos pudieran lograr todo su potencial fue el hecho de que en la mayoría de los casos debían sólo reconstruir edificios dañados, con lo que sus ideas tenían que coincidir con la edificación existente. La catedral de San Jorge en Modica es un ejemplo. Resultó muy dañada en el terremoto de 1613, reconstruida en estilo barroco en 1643 aunque manteniendo las formas medievales, y luego dañada nuevamente en 1693. La reconstrucción comenzó otra vez en 1702, por parte de un arquitecto desconocido. Finalmente Rosario Gagliardi supervisó el completamiento de la fachada en 1760, pero el compromiso que debió hacer respetando la estructura existente resulta obvio. Aunque Gagliardi usó las mismas fórmulas que aplicó exitosamente en la Iglesia de San Jorge en Ragusa, aquí en Modica, el edificio parece más pesado, y pierde el toque de brillo y libertad de diseño.
Hubo además en esta época otras influencias a considerar. Entre 1718 y 1734 Sicilia fue gobernada personalmente desde Viena por Carlos VI, emperador del Sacro Imperio romano-germánico, y como resultado se tejieron fuertes lazos con la arquitectura austríaca. Varios edificios en la isla son imitaciones descaradas de las obras de Fischer von Erlach. Un monje y arquitecto siciliano, Tomasso Napoli, visitó Viena dos veces en los primeros años del siglo, volviendo con una colección de dibujos y grabados. Fue luego el diseñador de dos villas de campo del período barroco temprano, notables por sus muros cóncavos y convexos y el diseño complejo de sus escaleras externas. Una de ellas, la Villa Palagonia, comenzada en 1705, es la más compleja e ingeniosa de todas las construidas en Sicilia durante el Barroco: su doble escalera de alas rectas, con frecuentes cambios de dirección, sería el prototipo de una característica distintiva del barroco siciliano.
Más tarde, una nueva ola de arquitectos, que dominaban el sentimiento barroco, adoptaron el estilo Rococó para los interiores, tendencia que en todos lados comenzó a ganar preponderancia sobre el barroco, y acrecentó la extravagancia y dinámica de los diseños. Estos caracteres son los que simbolizan el concepto de barroco siciliano en la actualidad.

## Alto barroco siciliano

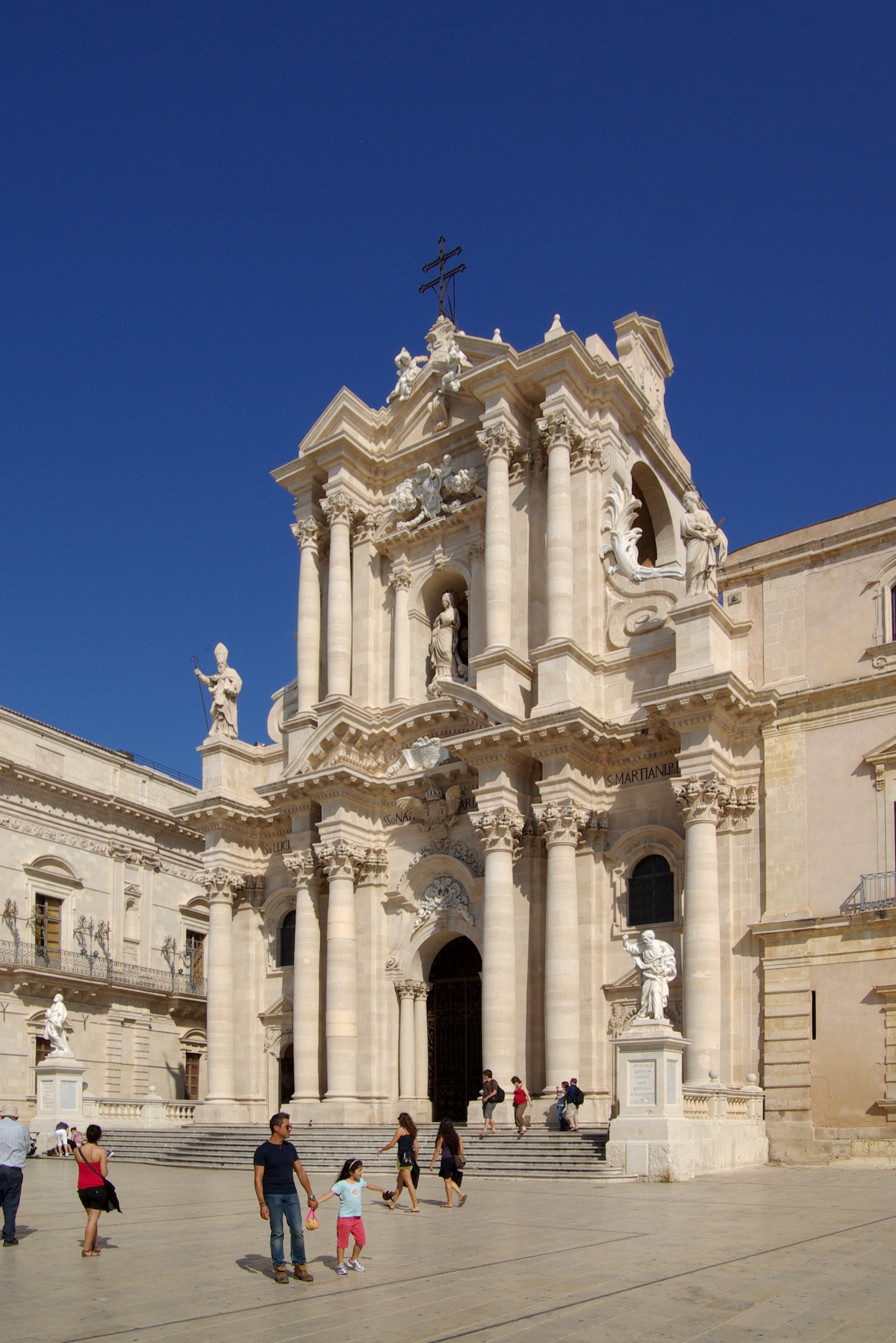
Duomo di Siracusa, fachada de la catedral iniciada en 1728 por Andrea Palma. Basada en la fórmula del arco de triunfo romano, las masas recortadas dentro de la columnata que forma la fachada crean un efecto teatral.

Alrededor de 1730, el estilo barroco comenzó gradualmente a alejarse del definido estilo usado en Roma, y obtuvo un individualismo más fuerte, por dos razones:
- el auge de la reconstrucción fue menguando hacia un rimo más tranquilo.
- el protagonismo fue asumido por una nueva generación de arquitectos nativos.

Los nuevos arquitectos habían observado la reconstrucción barroca, y estudiado los cada vez más difundidos grabados y libros y tratados de arquitectura importados del continente.Sin embargo, no eran como sus predecesores, estudiosos del estilo de Roma, y en consecuencia, fueron capaces de formular estilos propios fuertemente individualistas. Entre los representantes de esta corriente, puede mencionarse a Andrea Palma, Rosario Gagliardi y Tomasso Napoli. Mientras tomaban en cuenta en barroco de Nápoles y Roma, adaptaban sus diseños a las necesidades y tradiciones locales. El uso que hicieron de los recursos, y el aprovechamiento de la implantación fue a menudo muy creativo. Napoli, y luego Vaccarini promovieron el uso de la escalera exterior, llevándola a una nueva dimensión: las iglesias en la cima de una colina fueron realzadas por fantásticos tramos de escaleras, evocando al mentor de Vaccarini, Francesco De Sanctis en su diseño de la escalinata de Piazza Spagna en Roma.
Las fachadas de las iglesias parecían muchas veces "tartes de boda" en vez de lugares de culto, a medida que los diseñadores crecían en confianza, capacidad y estatura. Los interiores, que hasta esa fecha habían sido algo prosaicos, comenzaron a ser decorados, especialmente en Palermo, mediante una profusión de mármoles incrustados, de una amplia variedad de colores. El profesor Antonhy Blunt describe esta decoración como

entre fascinante y repulsiva, pero obliga al espectador individual a reaccionar ante ella. Este estilo es una manifestación característica de la exuberancia siciliana, y debe ser clasificada entre las creaciones más importantes y originales del arte barroco en la isla
Antonhy Blunt 

Esta es la clave del barroco siciliano: combinaba idealmente con su idiosincrasia, y por esta razón evolucionó tan dramáticamente en la isla. En ningún lugar es más evidente el desarrollo del nuevo estilo barroco que en Ragusa y en Catania.

### Ragusa
Ragusa fue dañada muy seriamente en 1693. La ciudad presenta dos sectores, divididos por un profundo barranco llamado "Valle dell'Irminio": la ciudad vieja de Ragusa, denominada Ibla, y la más elevada Ragusa Superiore.
Ragusa Ibla, la ciudad baja, ostenta un impresionante conjunto de arquitectura barroca, que incluye la iglesia de San Giorgio, por Rosario Gagliardi, diseñada en 1738. En el diseño de esta iglesia, Gagliardi aprovechó el difícil terreno accidentado. La iglesia se alza en forma impresionante sobre una gran escalinata de mármol de aproximadamente 250 escalones. Las torres parecen explotar desde la fachada, sensación acentuada por las columnas y pilastras de cantera contra los muros curvos.
Encima de los portales y vanos de las ventanas, los frontones se desplazan y se curvan con una sensación de movimiento y libertad que hubiera sido impensable para aquellos primeros arquitectos inspirados por Bernini y Borromini. La cúpula neoclásica no fue agregada hasta 1820.

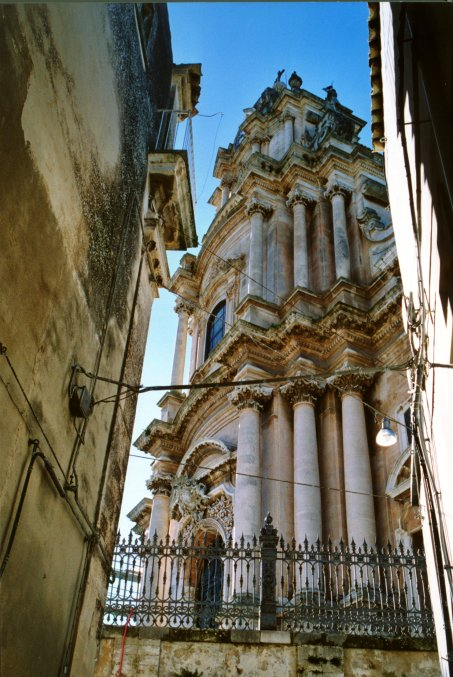
Iglesia de San Giorgio, Ragusa, por Rosario Gagliardi.

En un callejón que conecta Ragusa Ibla con Ragusa Superiore se encuentra la iglesia de Santa Maria delle Scale. Esta iglesia es interesante, porque habiendo resultado muy dañada en el terremoto, sólo la mitad fue reconstruida en estilo barroco, y la otra parte se mantuvo en el estilo normando original, con características góticas, demostrando en un solo ejemplo la evolución del barroco siciliano.
El Palazzo Zacco es uno de los edificios barrocos más notables de la ciudad, cuyas columnas corintias soportan balcones con impresionantes forjados, esculturas grotescas que divierten a los paetones. El palazzo fue construido en la segunda mitad del siglo XVIII por el barón Melfi di San Antonio. Luego fue adquirido por la familia Zacco. El edificio tiene dos fachadas a la calle, cada una con seis balcones decorados con el escudo de armas de la familia Melfi, un ramo de hojas de acanto, sobre las que descansa un puttino'ì. Los balcones, característicos del palazzo, son notables por las diferentes ménsulas que los soportan, las que varían entre putti, músicos y figuras grotescas. El punto focal de la fachada principal son los tres balcones centrales, divididos con columnas de capiteles corintios. Aquí los balcones son soportados por imágenes de músicos con caras grotescas.
La catedral de San Juan Bautista en Ragusa Superiore fue construida entre 1718 y 1778. Su principal fachada, del más puro estilo barroco, contiene bellas esculturas. Tiene un alto campanario siciliano en el mismo estilo. El interior se divide mediante columnatas en tres naves. Ragusa Superiore, la parte más dañada de la ciudad, fue refaccionada después de 1683 alrededor de la catedral, y muestra un fenómeno inusual en el barroco siciliano: los palazzison de sólo dos niveles y muy largos, con la entrada principal enfatizada solamente por un balcón y una arcada que conduce al jardín interior. Esta característica, de origen portugués, se utilizó probablemente para minimizar los daños por eventuales sismos futuros, y difiere notablemente de los edificios similares en Ragusa Ibla, diseñados en el verdadero estilo siciliano.
El Barroco persistió aquí inusualmente hasta ya iniciado el siglo XIX. El último palazzo construido lo fue en estilo barroco pero con columnas romanas dóricas y balcones neoclásicos.

### Catania

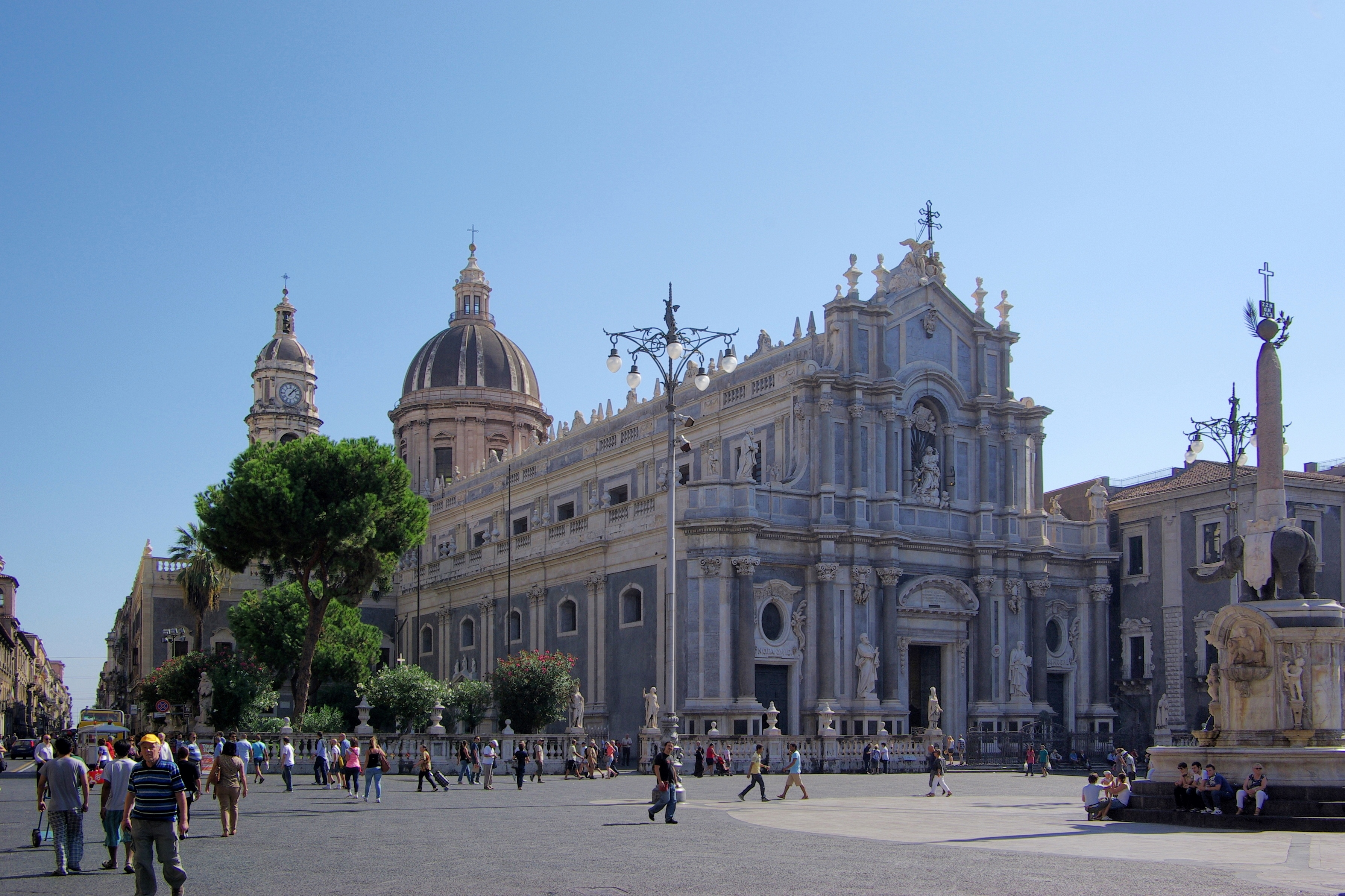
Catedral de Catania. La principal fachada de 1736 por Giovanni Battista Vaccarini muestra influencias arquitectónicas españolas.

La segunda ciudad de Sicilia, Catania, fue la más dañada de todas en 1693, ya que únicamente resistieron el terremoto el castillo Ursino y tres ábsides de la catedral.
Por este motivo el rediseño y la reconstrucción fueron completas. El nuevo trazado dividió a la ciudad en cuatro distritos separados por dos avenidas que se cruzaban en la Piazza del Duomo.
La reconstrucción fue supervisada por el obispo de Catania y el único arquitecto superviviente de la ciudad, Alonzo di Benedetto, quien dirigió un equipo de jóvenes arquitectos llamados desde Mesina, los que rápidamente comenzaron la tarea, concentrándose al principio en la plaza de la catedral.
En este sector se encuentran tres palazzi: el Palazzo del Obispo, el Seminario, y otro más.
Los arquitectos trabajaron en completa armonía, y es imposible distinguir entre la obra de Benedetto y la de sus jóvenes colegas. El trabajo fue adecuado pero no extraordinario, con mampuestos decorados en el estilo siciliano del siglo XVII, aunque a menudo la decoración del primer piso es superficial. Esto es típico del barroco de la época, inmediatamente después del sismo.
En 1730, Vaccarini llegó a Catania como arquitecto empleado de la ciudad, e inmediatamente imprimió a la arquitectura con el estilo barroco romano. Las pilastras perdieron su decoración rústica, y soportaron cornisas y entablamentos del tipo romano, o frontones curvos, y columnas exentas sosteniendo balcones. Vaccarini aprovechó así mismo la lava negra local, más como un elemento decorativo que como material de construcción en general, utilizándolo en forma alternada con otros materiales, y espectacularmente en un obelisco sobre el elefante heráldico de Catania en una fuente al estilo Bernini en frente de la nueva municipalidad.
La principal fachada de la catedral, dedicada a Sant'Agata y también diseñada por Vaccarini, muestra fuertes influencias de España incluso en esta etapa avanzada del barroco siciliano. También se encuentra en la ciudad la Iglesia de la Collegiata, construida alrededor de 1768 por Stefano Ittar. que muestra el barroco siciliano en su expresión estilística más simplificada.

## Interiores

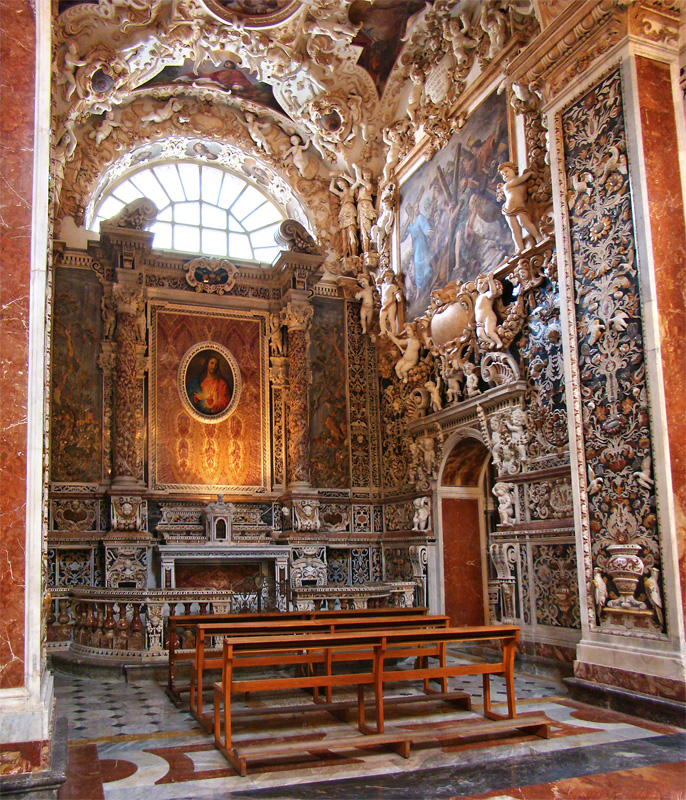
"La chiesa del Gesù", Palermo (1564-1633), con abundante uso de mármol policromado sobre piso y paredes.

Los exteriores de las iglesias sicilianas fueron decorados en estilos elaborados desde el primer cuarto del siglo XVII, con profusión de esculturas, estucos, frescos y mármoles. Cuando a fines de la década de 1720 se fue completando la reconstrucción de las iglesias, los interiores comenzaron también a reflejar la decoración exterior, volviéndose menos intensos y más luminosos, con ornamentación esculpida en pilares, cornisas y frontones, a menudo en la forma de puttis, flora o fauna. Una de las características del estilo fueron los mármoles coloreados e incrustados en muros y pisos, formando diseños complejos.
Estos diseños con sus apliques de pórfido derivan frecuentemente de ejemplos que pueden encontrarse en las catedrales románicas de Europa, demostrando nuevamente los orígenes normandos de la arquitectura siciliana.
El altar mayor es usualmente el elemento principal. Generalmente es un bloque simple de mármol coloreado, con detalles dorados e incrustaciones de otras piedras como lapislázuli y ágata. Los escalones que llevan al altar se curvan en forma cóncava o convexa y en muchos casos están adornados con incrustaciones de mármol. Uno de los más bellos ejemplos es la Iglesia de Santa Zita en Palermo.
La construcción de las iglesias sicilianas fue financiada no por órdenes religiosas sino por las familias aristocráticas. Contrariamente a la creencia popular, la mayoría de los nobles sicilianos no elegían guardar sus restos mortales en las catacumbas de los Capuchinos de Palermo, sino que preferían una tumba más convencional en criptas bajo las iglesias familiares.
Se decía, no sin sarcasmo, que «El funeral de un aristócrata siciliano es uno de los principales momentos de su vida».
Los funerales llegaron a ser tremendas exhibiciones de riqueza. Una consecuencia de esta ostentación es que las lápidas constituyen actualmente un ajustado barómetro del desarrollo del barroco y de las técnicas de inclusión del mármol para un período determinado.
Por ejemplo, aquellos de la primera mitad del siglo XVII son de simple mármol blanco decorado con una bajorrelieve con el escudo de armas, nombre, fecha, etc. A partir de 1650 comienzan a aparecer pequeñas incrustaciones de mármol coloreado, formando diseños que pueden ser estudiados en su desarrollo hasta que, a finales de siglo, el escudo de armas y la caligrafía completa están realizados con tales incrustaciones, que incluyen bordes decorativos. Mucho después de que el estilo hubiese pasado de moda, se continuó usando la decoración barroca para el ritual católico, en lugar del neoclásico pagano.

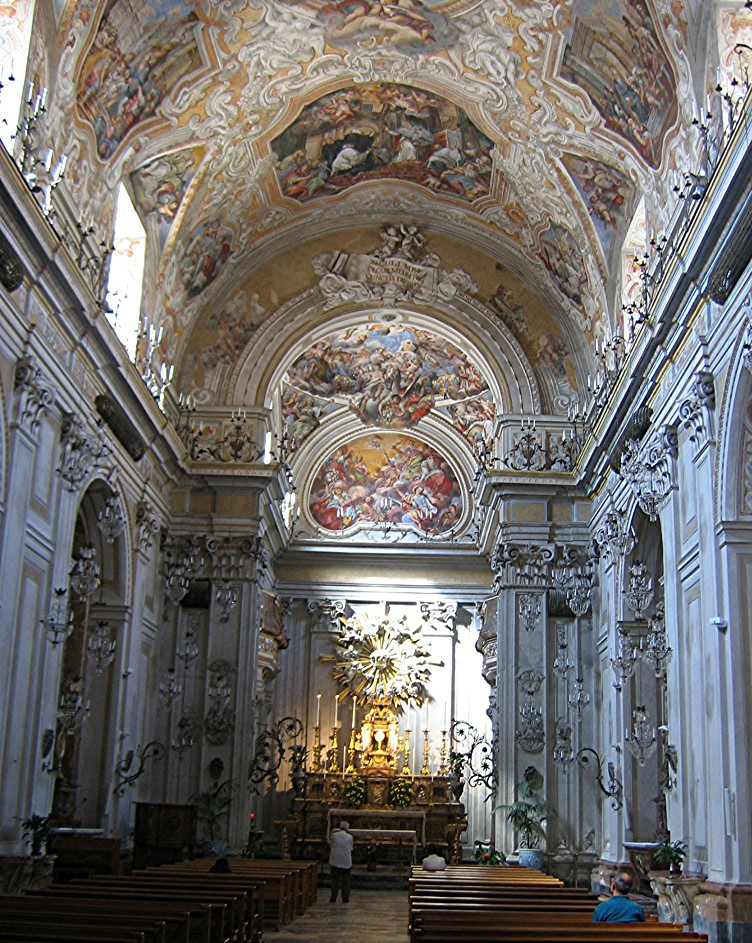
Iglesia de San Benedetto, Catania, con frescos de Giovanni Tuccari.

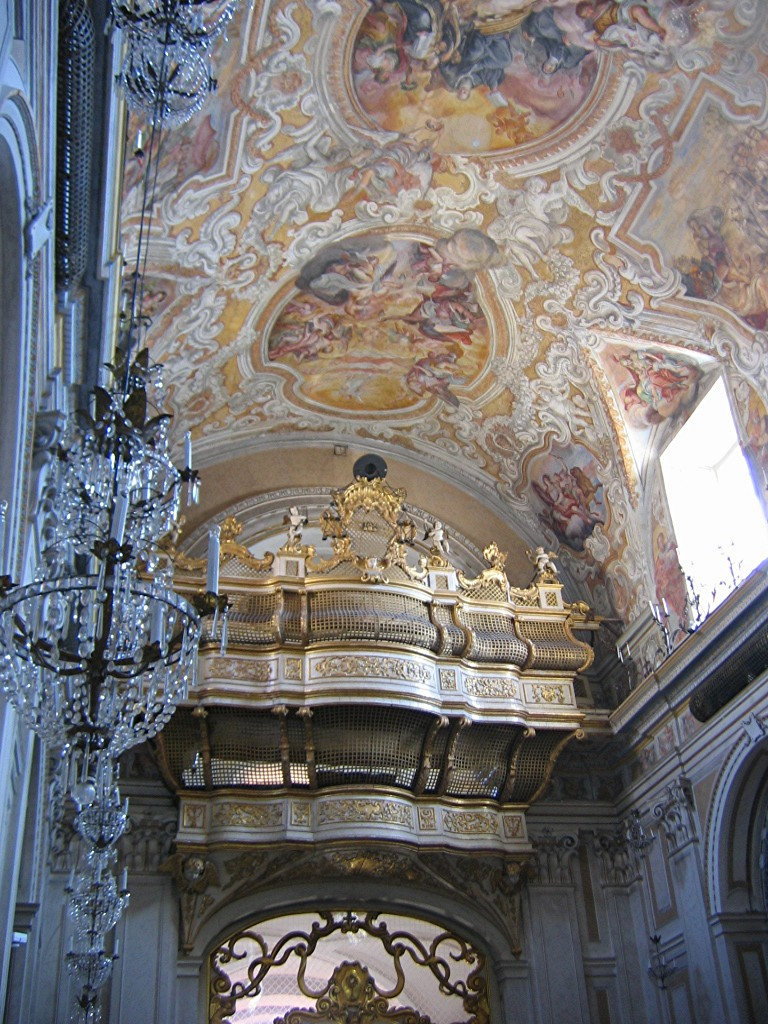
El coro de las monjas en la Iglesia de San Benedetto, Catania.

La iglesia de San Benedetto en Catania es un bello ejemplo interior del barroco siciliano, decorado entre 1726 y 1762, la época en que el estilo llegó a la cumbre de difusión e individualidad. Los cielorrasos son frescos de Giovanni Tuccari. El ejemplo más notorio de la decoración se encuentra en el Coro de las Monjas (Ilustración 16), diseñado alrededor de 1750, de forma que las voces pudieran ser escuchadas durante los servicios, pero manteniendo a las monjas separadas e invisibles para el mundo exterior.
Con sólo unas pocas notables excepciones, los interiores de los palazzi fueron desde un comienzo menos elaborados que las iglesias. Muchos fueron terminados sin ornamentación barroca interior, simplemente porque tardaron mucho en ser construidos: para el momento en que estaban a punto para ser decorados, el estilo barroco había pasado de moda, y las principales habitaciones fueron decoradas en el nuevo estilo neoclásico conocido como "Pompeyano". Frecuentemente se puede hallar una mezcla de ambos estilos, como en el salón de baile del Palazzo Aiutamicristo en Palermo, construido por Andrea Giganti en 1763, con frescos en el cielorraso pintados por Giuseppe Cristadoro con escenas alegóricas de motivos barrocos en yeso dorado a la hoja. Este cielorraso ya estaba fuera de moda al ser terminado, y el resto del salón fue decorado en forma mucho más simple. En los últimos 250 años los cambios funcionales de los palazzi completaron esta tendencia a simplificar: las plantas bajas son ahora negocios, bancos o restaurantes, y los pisos altos, compartimentados en viviendas, han perdido sus interiores decorados.
La tercera razón para la ausencia de decoración barroca —y la más común— es que la mayoría de las habitaciones no fueron previstas para tal decoración. Muchos palazzi eran vastos, aptos para albergar una gran cantidad de gente. La familia de un aristócrata siciliano, comenzando por él mismo, su esposa y muchos hijos, incluía también una colección de parientes pobres y otros miembros lejanos de la familia, todos los cuales tenían apartamentos menores en la casa. También estaban los empleados, incluyendo a menudo un capellán privado o confesor, un mayordomo, gobernantas, secretarias, archivistas, contadores, bibliotecarios, e innumerables sirvientes, más un portero que tocaba una campana un número predeterminado de veces en función del rango del visitante que se aproximara. Frecuentemente las familias de los sirvientes, especialmente los ancianos, vivían en los palazzi, por lo que eran necesarias muchas habitaciones para albergar a tal familia.
Todos los lugares de estar diurnos, incluso para los dueños de casa, estaban decorados y amueblados con simplicidad. Se requerían habitaciones adicionales para —según la tradición siciliana— albergar a cualquier visitante. Cualquier huésped foráneo, especialmente inglés, se acogía como un trofeo especial por el prestigio social que generaba. Por lo tanto, el hogar de los aristócratas sicilianos era raramente un sitio vacío o tranquilo.

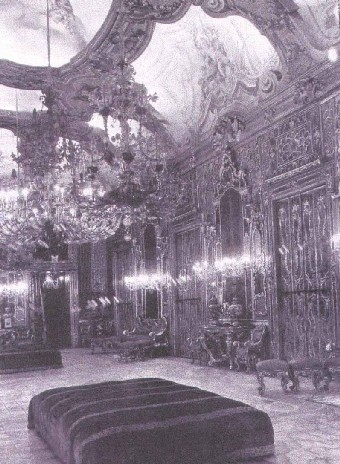
El salón de baile del Palazzo Gangi, Palermo.

Las habitaciones más bellas y decoradas eran las del piano nobile, reservado para invitados y para el entretenimiento. A ellas se accedía mediante la doble escalinata exterior barroca. Estas habitaciones consistían en una serie de grandes y pequeños salones, con un solo gran salón como sala principal de la casa, a menudo utilizado como salón de baile. Algunas veces se situaban allí los dormitorios para invitados, pero para fines del siglo XVIII, se ubicaban a menudo en un segundo piso superior.
Estas habitaciones eran por lo general profundamente ornamentadas. Las paredes con espejos, empotrados dentro de marcos dorados, a veces alternando con cuadros igualmente enmarcados, más ninfas y pastoras en relieve en los espacios intermedios.
En los cielorrasos destacaban los frescos y los enormes candelabros de cristal de Murano, mientras que flanqueando los espejos, apliques dorados aumentaban la iluminación. Una de las habitaciones más notables en este estilo es la Galería de los Espejos en el Palazzo Gangi, en Palermo. Esta sala con frescos en los cielorrasos pintados por Gaspare Fumagalli, es una de las pocas salas barrocas que quedan en este palazzo barroco, que fue ampliado y refaccionado en 1750 por su propietaria, Marianna Valguarnera, adoptando el estilo neoclásico.
El mobiliario durante la época fue coherente con el estilo: ornamentado, dorado a la hoja, y con tapas de mármol. Los muebles se trasladaban entre habitaciones según se necesitaban, manteniendo algunas salas sin ellos. A veces algún amoblamiento era encargado para una sala determinada, por ejemplo para combinar con un panel de seda enmarcado en dorado. Los muebles siempre se acomodaban contra las paredes, nunca en el estilo conversacional posterior que usa el centro de las habitaciones. En el barroco estos "centros" se dejaban siempre vacíos, para mostrar mejor los pisos de mármol o cerámica decorada.
El elemento común de la decoración interior en palazzi e iglesias fue la obra de estuco. Éste es un componente importante del diseño y la filosofía barroca, porque combina sensiblemente arquitectura, escultura y pintura en una composición tridimensional. El conjunto de cielorrasos plenos de trampantojos y muros con pintura barroca ilusionista, confunde arte y realidad. Mientras que en las iglesias el estuco representaba ángeles y querubines rodeados de adornos de flores, en una casa privada solían mostrar los alimentos o instrumentos musicales favoritos del propietario.

## Período final

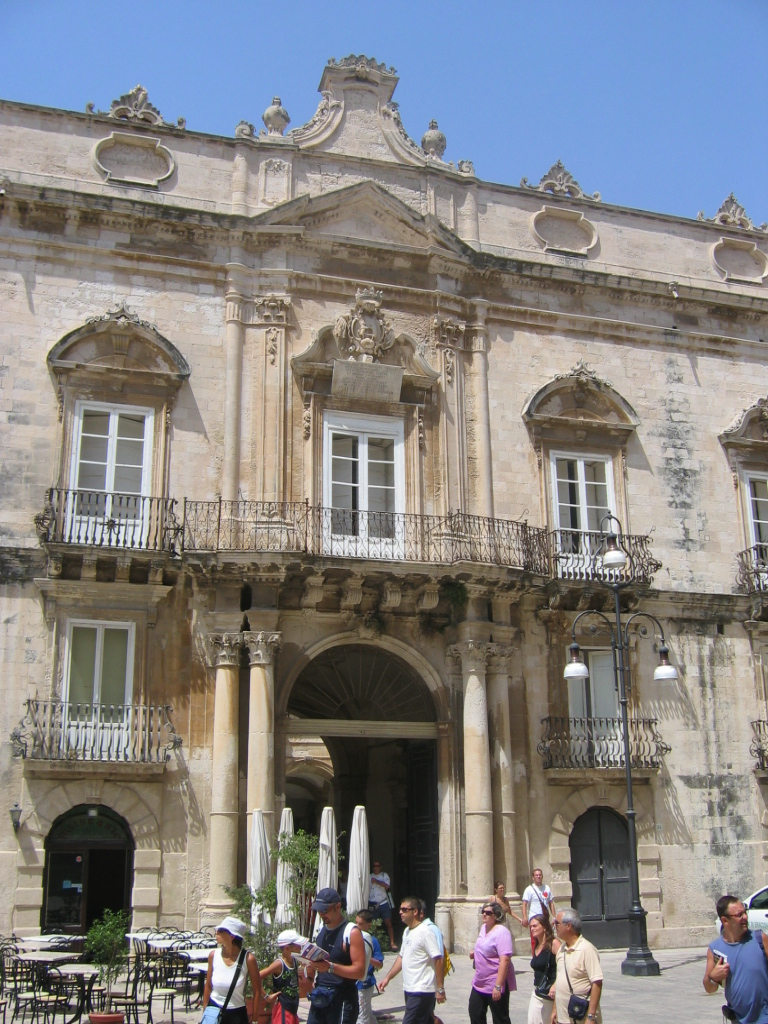
Palazzo Beneventano del Bosco, Siracusa, diseñado por Luciano Alì entre 1779 y 1788 es un sobrio barroco siciliano tardío. Los balcones de hierro forjado y suaves curvas, dejan entrever un acercamiento al neoclasicismo.

Como en todos los estilos arquitectónicos, la gente terminó por cansarse del barroco. En algunas partes de Europa se transformó en rococó, pero no en Sicilia. Ya fuera del dominio de Austria, la isla fue gobernada desde 1735 por el rey de Nápoles, Fernando IV, bajo el nombre oficial de reino de las dos Sicilias.
Por lo tanto, Palermo estuvo en relación constante con la capital principal, Nápoles, donde se producía una creciente vuelta a la arquitectura de estilo clásico. Junto con esto, entre muchos de los nobles sicilianos más cultos se puso de moda una obsesión por todo lo francés, desde la filosofía hasta las artes, pasando por la moda y la arquitectura. Varios visitaron París a causa de este interés y retornaron a Sicilia con los últimos grabados y tratados teóricos de la arquitectura francesa.
El arquitecto francés Léon Dufourny estuvo en la isla entre 1787 y 1794, estudiando y analizando los templos de la antigua Grecia. Los sicilianos redescubrieron su antiguo pasado, cuyo lenguaje clásico se convertía ahora en la última moda. El cambio en el gusto no se produjo de la noche a la mañana. El Barroco permaneció popular, pero ahora los balcones barrocos, todavía extravagantes, se construían junto a severas columnas clásicas. Dufourny comenzó a diseñar en Palermo, y su Templete de ingreso a los jardines botánicos fue el primer edificio en Sicilia basado en el orden dórico griego. Era pura arquitectura neoclásica, como se inició en Inglaterra a partir de 1760, como signo de lo que se avecinaba.
El gran amigo de Dufourny y colega arquitecto Giuseppe Marvuglia fue el que lideró el declive gradual del barroco siciliano. En 1784 diseñó el Palazzo Riso-Belmonte, bello ejemplo de este período de transición arquitectónica, que combina motivos barrocos y de la arquitectura palladiana en una construcción con arcadas que rodean un patio, pleno de juegos de luz y sombra según la concepción barroca. La fachada principal, articulada por pilastras gigantes, también tiene detalles barrocos, pero sin un horizonte recortado. Las pilastras se diseñaron sin decoración, simples, de orden jónico, sustentando un entablamento también sin decorar. Sobre las ventanas se colocaron frontones clásicos, no recortados. El barroco siciliano se esfumaba.
Otra razón para el declive del barroco en Sicilia, y de la construcción en general, fue la realidad económica; ya no se disponía de tanta riqueza. Durante el siglo XVII la aristocracia había vivido principalmente en sus tierras, cuidándolas y mejorándolas, con lo que también eran buenos los ingresos. Ya en el siglo XVIII, la nobleza emigró gradualmente a las ciudades, especialmente a Palermo y a Catania, para disfrutar de las delicias sociales de la corte del virrey. Sus palazzi urbanos crecieron en tamaño y esplendor, en detrimento de sus tierras abandonadas, de donde se suponía que provenían los ingresos. Los encargados de los establecimientos rurales fueron perdiendo eficiencia, aumentando su nivel de corrupción, o ambas cosas a la vez.
La aristocracia tomó préstamos usando los campos como fianza, hasta que el valor de las descuidadas propiedades cayó por debajo del monto de las deudas contraídas. Además, Sicilia perdía estabilidad política en la medida en que su nobleza se endeudaba. Gobernada desde Nápoles por el débil Fernando IV y su dominante esposa, Sicilia declinó hasta un punto sin retorno después e 1798, y nuevamente en 1806 cuando el rey fue forzado por los invasores franceses a huir desde Nápoles a Sicilia. Los franceses fueron alejados de Sicilia por una fuerza expedicionaria de 17.000 soldados británicos, y la isla pasó entonces a ser dominada de hecho, aunque no oficialmente, por Inglaterra. El rey Fernando decretó en 1811 el primer impuesto, ganándose la antipatía de la aristocracia.
El impuesto fue anulado por los ingleses en 1812, y seguidamente impusieron una constitución británica a la isla. Una innovación legal que tuvo particulares consecuencias para la aristocracia, fue que los acreedores, que hasta la fecha habían tenido facultades para forzar pagos dobles de intereses sobre una deuda o hipoteca, podían ahora embargar propiedades. Estas comenzaron a cambiar de manos rápidamente, y en consecuencia, los propietarios burgueses inmediatamente comenzaron a prosperar.
Las revueltas contra los Borbones de 1821 y 1848 dividieron a la nobleza, cuando el liberalismo ya estaba en el ambiente. Estos factores, en conjunto con la agitación política y social del Risorgimento en el siglo XIX, significaron para la aristocracia siciliana convertirse en una clase arruinada. Adicionalmente, a causa de su negligencia sobre el principio de "nobleza obliga", esencial en el sistema feudal, el campo fue dominado por bandidos, y las una vez grandes villas rurales fueron decayendo. La manía constructiva de las clases altas sicilianas había terminado.

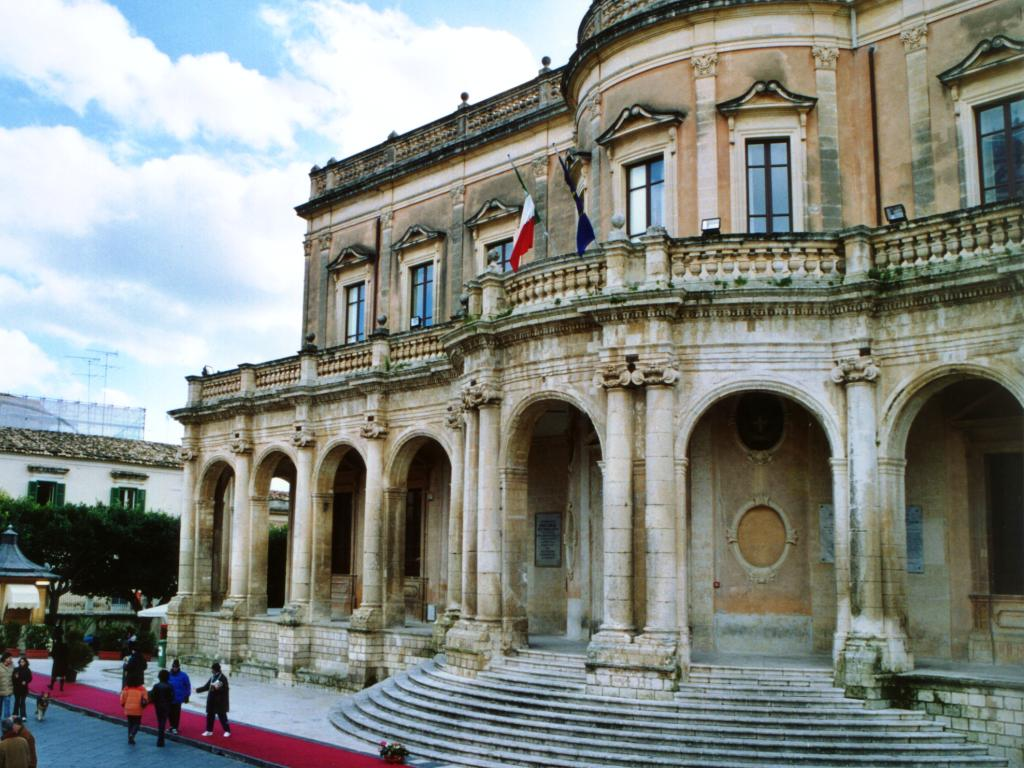
Palazzo Ducezio, Noto, por Vincenzo Sinatra, de estilo barroco en la planta baja y neoclásico en el primer piso.

Sin embargo, la influencia inglesa en Sicilia proveería al barroco de su última etapa de prosperidad. Marvuglia, reconociendo el nuevo gusto por todo lo británico, desarrolló un estilo que utilizó por primera vez en el palazzo Riso-Belmonte en 1784, combinando algunos de los elementos más serios del Barroco con motivos palladianos. El barroco siciliano tardío fue similar en estilo al barroco popular en Inglaterra a comienzos del siglo XVIII, popularizado por sir John Vanbrugh, con edificios como el Palacio de Blenheim. Un ejemplo es la Iglesia de San Francisco de Sales diseñada por Marvuglia, que es sumamente inglesa en su interpretación del barroco. De cualquier forma, este fue un éxito temporario, y el estilo neoclásico triunfó rápidamente. Unos pocos aristócratas estaban en condiciones de edificar, así que el nuevo estilo fue usado principalmente en edificios públicos, como aquellos Jardines Botánicos en Palermo. Los arquitectos sicilianos —incluso Andrea Giganti, quien diseñaba anteriormente edificios barrocos— comenzaron a construir en el estilo neoclásico, aunque en este caso se trató del neoclásico de moda en Francia. La Villa Galletti en Bagheria, por Giganti, está claramente inspirada en el trabajo de Ange-Jacques Gabriel.
Como en los primeros días del barroco siciliano, los nuevos edificios neoclásicos eran a menudo copias o híbridos de ambas corrientes. El palazzo Ducezio, comenzado en 1746, se diseñó con una planta baja llena de arcadas que crean un juego de luz y sombras al más puro estilo barroco. Sin embargo, cuando unos años más tarde se agregó el primer piso, a pesar del uso de frontones recortados barrocos sobre las ventanas, la influencia neoclásica es muy pronunciada, resaltada por el acceso principal curvado. El barroco siciliano fue gradual y lentamente sustituido por el neoclasicismo francés.

## Legado

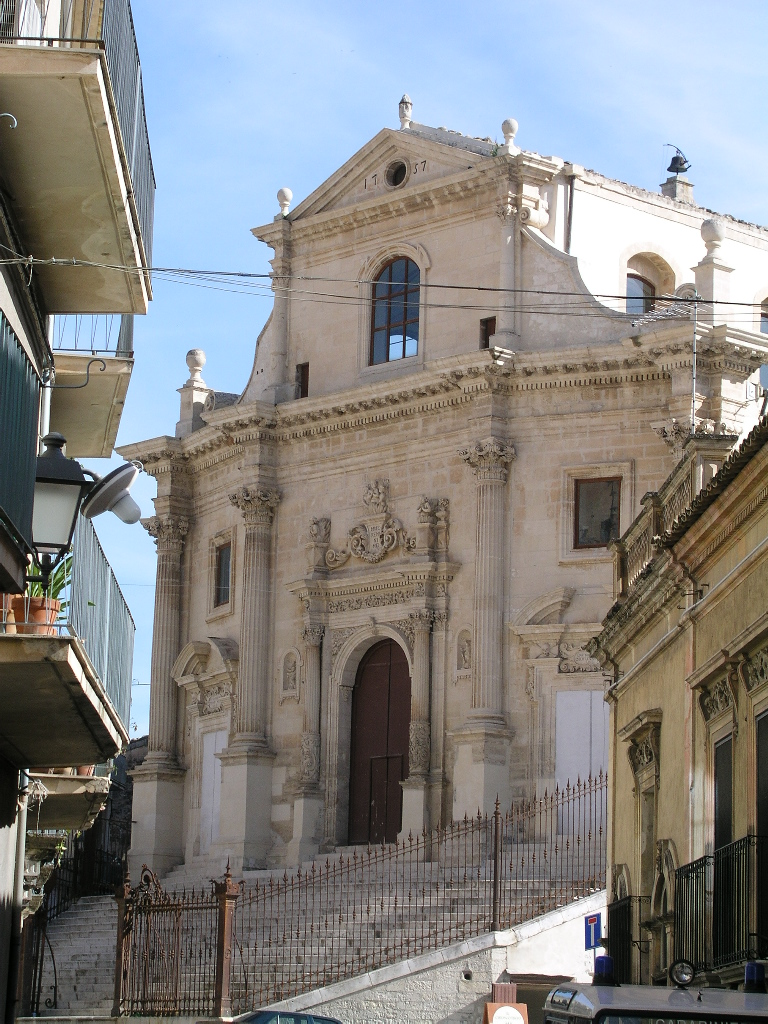
La iglesia de las ánimas benditas del Purgatorio, Ragusa, construida en la segunda mitad del.

En gran medida, el barroco siciliano es actualmente reconocido como un estilo gracias al trabajo de Anthony Blunt.
La mayoría de los palazzi barrocos se mantuvieron bajo propiedad privada durante el siglo XIX, mientras la vieja aristocracia se casaba con miembros de la clase media rica o caían en bancarrota. Hubo unas pocas excepciones de algunas familias que lograron retener los palazzi ancestrales. Gracias a la continua religiosidad y devoción del pueblo siciliano, la mayoría de las iglesias del barroco siciliano mantienen la función para la que fueron construidas.
Sin embargo, la culpa de la decadencia y ruinoso estado de preservación de muchos palazzi no recae sobre propietarios sin voluntad de aceptar el cambio de situación, sino más bien sobre la agenda política de los sucesivos gobiernos socialistas. Algunas de estas hermosas villas y palazzi, incluyendo el Palazzo del Príncipe de Lampedusa, en Palermo, están todavía en ruinas luego de las incursiones del bombardeo estadounidense en 1943.
En muchos casos no se ha hecho intento alguno de restaurar o al menos asegurar las ruinas. Otros edificios que sobrevivieron a los bombardeos han sido adaptados a oficinas o departamentos, sus interiores barrocos desmantelados, fraccionados y vendidos.
Los miembros de la aristocracia siciliana que todavía habitan sus ancestrales palazzi, se abstienen de llenar sus jardines con animales salvajes, como cebo para que las masas visiten sus hogares (a diferencia de los ingleses, que consideran al barroco un exceso vulgar). Los príncipes, marqueses, y condes de Sicilia que permanecen en la isla, han preferido vivir en espléndido aislamiento, rodeados a menudo por belleza y decadencia. Recién ahora propietarios y gobierno están comenzando a tomar conciencia sobre la necesidad de realizar acciones inmediatas antes de que sea muy tarde para salvar este legado particular de la herencia siciliana.
Como actualmente Sicilia se está convirtiendo en una sociedad políticamente estable y menos corrupta, los palazzi barrocos están muy lentamente comenzando a abrir sus puertas al público ansioso, más norteamericanos e ingleses que italianos. Pocos años atrás, el salón de baile del Palazzo Gangi era el único caso aprovechado como estudio de filmación, pero en la actualidad los salones de baile y otras grandes salas hospedan eventos públicos o corporativos. Algunos palazzi están ofreciendo un servicio de estadía y desayuno a visitantes que paguen por ello, así que nuevamente proveen hospitalidad a los visitantes en Sicilia, uno de los fines para los que fueron diseñados.

### Patrimonio de la Humanidad
En el año 2002, la Unesco incluyó una selección de monumentos barrocos del Valle de Noto dentro de su lista como Patrimonio de la Humanidad, por "proporcionar un testimonio sobresaliente del arte y la arquitectura del barroco tardío", y "representar la culminación y florecimiento final de arte barroco en Europa".

## Arquitectos notables del barroco siciliano
- Giulio Lasso (1565-1617)
- Guarino Guarini (1624-1683)
- Angelo Italia (1628-1701)
- Paolo Amato (1634-1714)
- Giacomo Amato (1643-1732)
- Andrea Palma  (1644/64-1730)
- Tommaso Maria Napoli (1655-1725)
- Giuseppe Ferrara (1660-1743/46)
- Alonzo di Benedetto (1664?-1729?)
- Girolamo Palazzotto (1688-1754)
- Rosario Gagliardi (1698-1762)
- Francesco Battaglia (1701-1788)
- Giovanni Battista Vaccarini (1702-1768)
- Vincenzo Sinatra (1720?-1765?)
- Stefano Ittar (1724-1790)
- Giuseppe Venanzio Marvuglia (1729-1814)
- Andrea Giganti (1731-1787)
- Paolo Labisi (XVIII secolo)
- Mariano Smiriglio (1561-1636)
- Giovanni Biagio Amico (1684-1754)

Otros artistas que colaboraron en la decoración de edificios barrocos:
- Pintores:

- Pietro Novelli (1603-1647)
- Giacinto Platania (1612-1691)
- Giovanni Tuccari (1667-1743)
- Pietro Paolo Vasta (1697-1760)
- Olivio Sozzi (1690-1765)
- Vito D'Anna (1718-1769)
- Pietro D'Asaro (1579-1647)
- Pietro del Pò (1610-1692)
- Pietro Aquila (1630-1692)
- Filippo Randazzo (1695-1748)
- Agostino Scilla (1629-1700)
- Filippo Tancredi (1655-1722)
- Guglielmo Borremans (1675-1744)
- Giovanni Battista Piparo (... - 1790)
- Antonio Filocamo (1669 - 1743)

- Escultores:

- Umile da Petralia (1600 c.-1639)
- Innocenzo da Petralia (1591 c.-1648)
- Giacomo Serpotta (1656-1732)
- familia Li Volsi (siglo XVII)
- Procopio Serpotta (1679-1756)
- Giuseppe Serpotta (1653-1719)
- Gaspare Guercio (1611-...)
- Ignazio Marabitti (1719-1797)
- Vincenzo Messina (siglo XVII-XVIII)
- Giovanni Battista Ragusa (...-1727)
- Francesco Ferrigno (1686-1766)
- Gioacchino Vitagliano (1669-1739)
- Gaspare Firriolo (XVIII secolo)
- Bartolomeo Sanseverino (...- 1770 c.)
-  Giovan Battista Marino (siglo XVIII)